# Orso Ipato

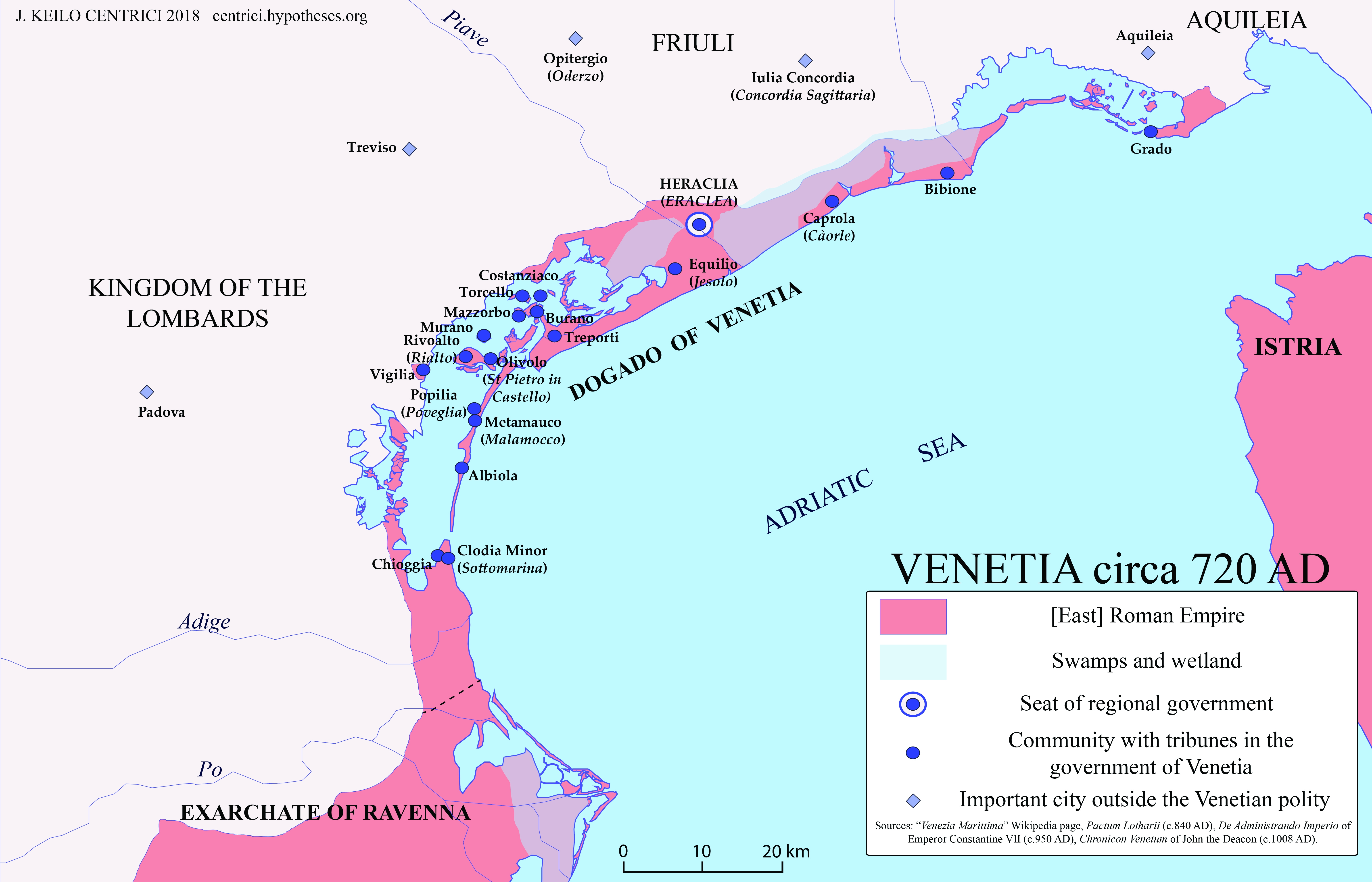
Einflussbereich des Byzantinischen Reichs und Venedigs im Gebiet der nördlichen Adria um 720

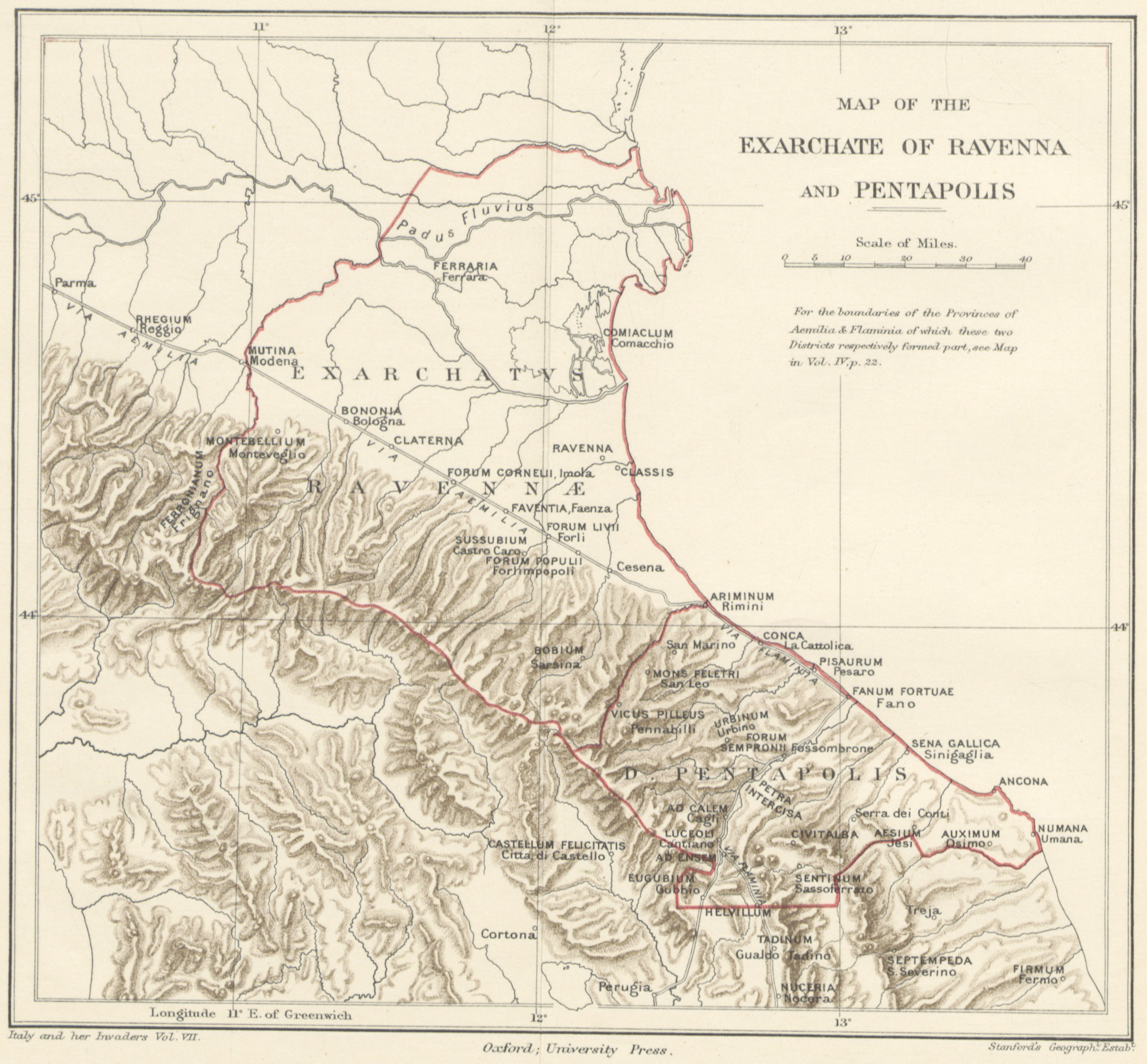
Grenzen des Exarchats Ravenna

Orso Ipato (* in Heracleia; † 737 ?), in den zeitnäheren Quellen Ursus, war etwa von 726 bis zu seinem Tod rund elf Jahre lang Doge von Venedig. Er gilt nach der venezianischen Tradition, wie die staatlich gesteuerte Geschichtsschreibung der Republik genannt wird, als dritter Inhaber dieses Amtes. Jüngere Arbeiten, die die beiden Vorgänger als legendär herausstellten, sehen Ursus inzwischen als den ersten Dogen. Wie bei allen frühen Dogen rankten sich auch um Ursus zahlreiche Legenden, die bis ins 19. Jahrhundert fortwuchsen. Insbesondere soll er am Anfang der Seerepublik gestanden haben, die unter ihm erstmals die Herrschaft über die Adria beanspruchte.
Sein Residenzort war zunächst nicht das heutige historische Zentrum Venedigs um Rialto mitten in der Lagune von Venedig, sondern sein Geburtsort Heracleia auf dem Festland, nordöstlich der Lagune. Unter seinem Sohn Deusdedit wurde die Residenz nach Metamaucum am Ostrand der Lagune verlegt, und erst mit Beatus soll, nach einer der venezianischen Überlieferungen, der Residenzort Anfang des 9. Jahrhunderts nach Rialto verpflanzt worden sein. Dabei gehörte der Osten Venetiens und damit die Städte um die Lagune zum Oströmischen Reich.
Unter Ursus soll, folgt man der venezianischen Überlieferung spätestens ab der Mitte des 14. Jahrhunderts, eine Flotte das oströmisch-byzantinische Ravenna von den Langobarden zurückerobert haben, womit Venedig zum ersten Mal militärisch außerhalb seines Territoriums eingegriffen und dafür Handelsprivilegien erworben hätte. Nach heutigem Kenntnisstand jedoch fand die Rückeroberung Ravennas erst zwei Jahre nach Ursus’ mutmaßlichem Todesjahr statt, nämlich im Herbst des Jahres 739. Die Datierung dieses Ereignisses wird seit mehr als einem Jahrhundert diskutiert.
Als gesichert kann nur gelten, dass Ursus im Zuge von Kämpfen innerhalb der Lagune, möglicherweise zwischen Städten oder einflussreichen Familien dieses Gebiets, ums Leben kam. Doch lassen sich die dahinter stehenden Auseinandersetzungen nicht sicher in einen politischen Zusammenhang einordnen.
Auf Ursus folgte kein Doge, sondern fünf Magistri militum, die je ein Jahr regierten, unter ihnen sein Sohn Deusdedit. Deusdedit wurde erst von 742 bis 755 gleichfalls Doge – somit der zweite in diesem Amt. Ursus’ unmittelbarer Nachfolger als Herrscher über die Städte der Lagune war der Magister militum Dominicus Leo.

## Name
Ursus (‚der Bär‘) erhielt, so die bis Ende des 19. Jahrhunderts unumstrittene Darstellung, als Belohnung für die Rückeroberung von Ravenna, das die Langobarden unter Hildeprand besetzt hatten, vom byzantinischen Kaiser den Ehrentitel ipato (griechisch ὕπατος hypatos, lateinisch Consul). Diesen Titel verstanden wiederum spätere Chronisten und Geschichtsschreiber als seinen Eigennamen.
Francesco Sansovino nennt 1587 in seinem Werk Delle cose notabili della città di Venetia als Namensalternative zu „Orso“ auch „Orleo“, eine Namensvariante, die 1581 auch Girolamo Bardi in seiner Chronologia universale nennt. Jacob von Sandrart nennt den Dogen in seinem 1687 erschienenen Opus Kurtze und vermehrte Beschreibung Von Dem Ursprung / Aufnehmen / Gebiete / und Regierung der Weltberühmten Republick Venedig „Horleus Ursus Hypatus“.

## Kernereignisse entsprechend der venezianischen Tradition
Nach dem Tod seines (angeblichen) Vorgängers Marcellus, der in den frühen Quellen ausschließlich als Magister militum genannt wird, nicht als Doge, wurde Ursus durch Akklamation zum Dogen gewählt. Wie seine angeblichen Vorgänger stammte Ursus aus Heracleia – nicht gleichzusetzen mit dem modernen Eraclea, das diesen Namen 1950 okkupiert hat.
Seine Regierungszeit fiel in eine unruhige Phase, denn in Italien waren die Auswirkungen des byzantinischen Bilderstreits spürbar, der durch einen Erlass Kaiser Leos III. ausgelöst worden war. Die italienischen Gebiete setzten sich gegen die vom Kaiser in Konstantinopel bereits begonnene Zerstörung der Bilder zur Wehr. Ein Brief Papst Gregors II. aus der Zeit um 730 weist auf die Vertreibung der oströmischen Magistrate hin, ebenso wie auf die Einsetzung eigener. Ein unmittelbarer Bezug zur Lagune von Venedig lässt sich mit dieser allgemeinen Feststellung allerdings nicht belegen.
In dieser Zeit theologischer Auseinandersetzungen, die die gesamte Gesellschaft erfassten, erschienen Kaperflotten der als Sarazenen bezeichneten muslimischen Eroberer an den Küsten Oberitaliens und Dalmatiens. Gleichzeitig begann eine neue Phase der langobardischen Expansion in Festlandsitalien unter König Liutprand (712–744), dessen Absicht es war, die oströmischen Gebiete einschließlich Rom und Ravenna zu erobern. Liutprand verbündete sich mit dem fränkischen Hausmeier Karl Martell, den er gegen die von der iberischen Halbinsel vordringenden Sarazenen unterstützte. Dies wiederum verhinderte eine Unterstützung des Papstes durch Karl Martell, denn der Papst lag im Krieg mit Liutprand.
728, ein Jahr nach seinem Regierungsantritt, soll der Langobardenkönig in das Gebiet um Ravenna eingefallen sein. Demnach eroberte er die Stadt und vertrieb den dort residierenden kaiserlichen Exarchen. Dieser floh in die venezianische Lagune. Zu einem nicht näher spezifizierten Zeitpunkt schickten die Venezianer auf Ersuchen des Papstes ihre Kriegsflotte (angeblich) unter persönlichen Führung des Ursus, vertrieben die Eindringlinge und setzten den byzantinischen Exarchen wieder in sein Amt ein.
737 wurde Ursus ermordet, als er sich zu einseitig zugunsten seiner Geburtsstadt in einen langjährigen Streit innerhalb der Lagune einmischte, oder einfach, weil er als zu hochmütig galt. Sein Sohn Deusdedit wurde zwar aus der venezianischen Lagune vertrieben, jedoch bald zurückgeholt und für ein oder zwei Jahre zum Magister militum erhoben. Schließlich wurde er später selbst zum Dogen gewählt. Nach dem Vater und vor dem Sohn wurde Venedig also fünf Jahre lang durch jährlich wechselnde magistri militum beherrscht.

## Rezeption und Einbettung in die Historiographie
Schon Paulus Diaconus lieferte in seiner Historia Langobardorum die epischen Bilder, die in den späteren Schilderungen immer wieder auftauchten, etwa, wenn er von Kaiser Leo III. berichtet, wie er alle Bewohner der Reichshauptstadt zwang, sämtliche Bilder des Erlösers, seiner Mutter und aller Heiligen mitten in der Stadt im Feuer zu verbrennen (VI, 49), oder wenn er behauptet, sämtliche byzantinischen Militäreinheiten in Ravenna wie in Venetien hätten die kaiserlichen Befehle einmütig abgelehnt („Omnis quoque Ravennae exercitus vel Venetiarum talibus iussis uno animo restiterunt“, VI, 49). Trotz allem habe sich der Papst gegen das Vorhaben gestellt, einen eigenen Kaiser auszurufen.

### Von Paulus Diaconus bis Andrea Dandolo

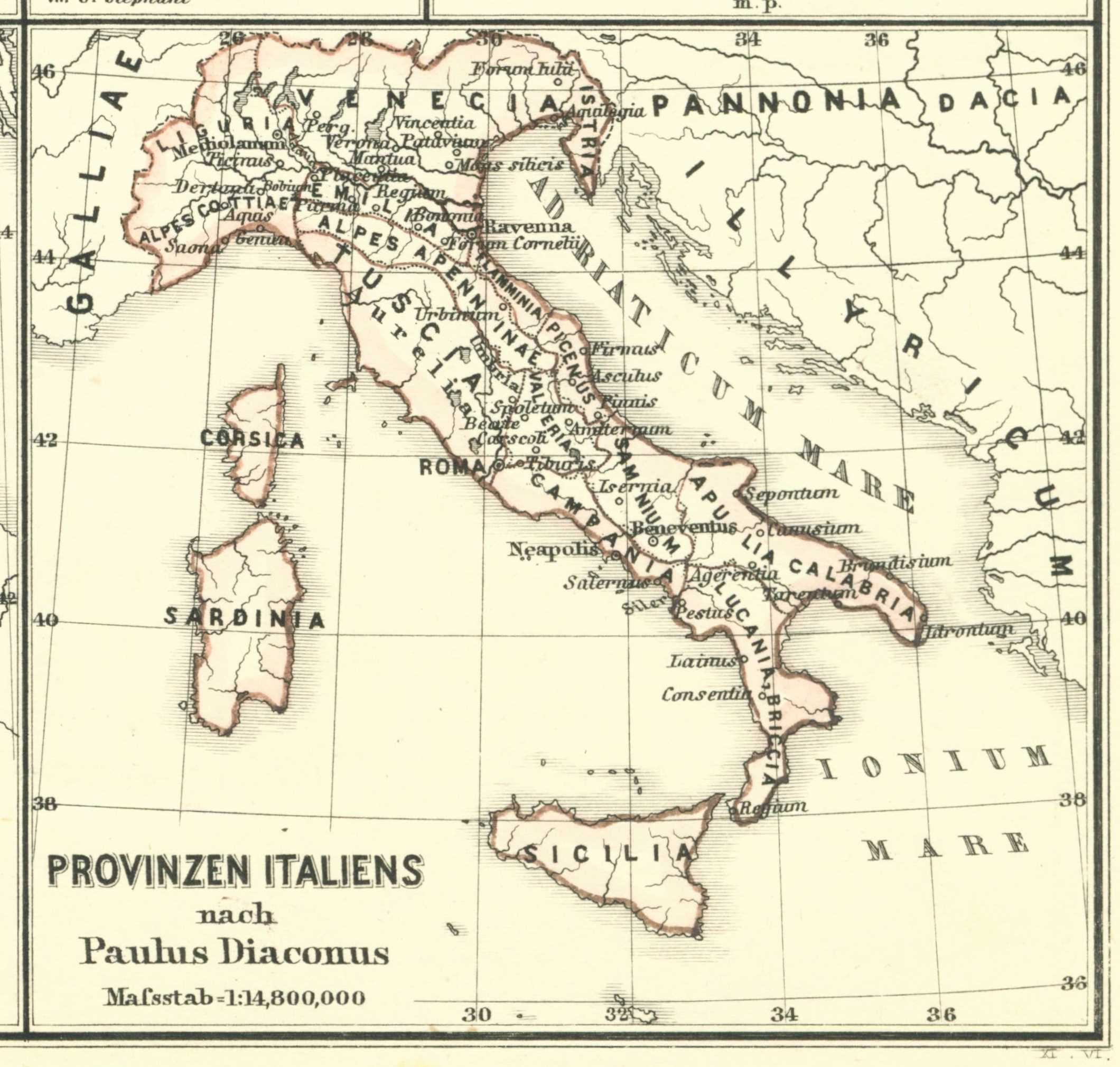
Provinzen Italiens nach Paulus Diaconus, Karte von 1880

Da sich einige der einflussreichsten Familien Venedigs als Nachfahren von Ursus oder von seinen Wählern sahen, kam der Darstellung der Vorgänge bis in die feinsten Verästelungen der Wortwahl im Rahmen der ab der Mitte des 14. Jahrhunderts staatlich gesteuerten Geschichtsschreibung größte Bedeutung zu. Den Traditionsbestand verdrängte dabei weitgehend die Chronik des Dogen Andrea Dandolo, die wie durch einen Flaschenhals die Legenden- und Mythenbildungen aus der frühen Zeit Venedigs nicht nur bündelte, sondern auch zum Grundstock venezianischer Mythenentfaltung dauerhaft hinzufügte. Darin entfaltete sich eine von der Staatsspitze gesteuerte Geschichtsschreibung, an der bis 1797 festgehalten wurde. Folgerichtig verschwanden die meisten Werke der Zeit vor Andrea Dandolo, wie bereits der Doge und Geschichtsschreiber Marco Foscarini 1732 feststellte. Auf der anderen Seite gab die Chronik Andrea Dandolos, die zwischen 1342 und mindestens 1352 entstand, der Geschichtsschreibung starke Impulse. Sie zitierte mindestens 280 Dokumente vollständig oder in Regestenform, eine Arbeit, die nur durch unmittelbaren Zugang zum Archiv im Dogenpalast zu bewältigen war. Im Zentrum dieser Bemühungen standen die Kanzler Benintendi de’ Ravegnani (Großkanzler ab 1352) und Rafaino de’ Caresini, ersterer ein Freund des Dogen, letzterer der Fortsetzer der Chronica brevis für die Jahre 1343 bis 1388, die gleichfalls dem Dogen zugeschrieben wird.
In Dandolos Werk erscheinen nun endgültig die Dogen beinahe als einzige Herren der Geschichte, während die in der Zeit Ursus' überaus einflussreichen Institutionen der Volksversammlung (arengo) oder des Tribunats umgedeutet oder beinahe vergessen wurden.
Je nach Auffassung agierte für die späteren Autoren zu Ursus’ Zeiten der „Pöbel“ oder das „Volk“. Moralische Fragen oder solche der Legitimität, aber auch Analogien zur eigenen Epoche, vermischt mit wenig kritisch durchdachten Spekulationen herrschten vor, was angesichts des weitgehenden Unverständnisses für frühere Verfassungszustände, insbesondere aber der dürftigen Überlieferung, seine Erklärung findet. Neben der Datierungsfrage beschäftigte spätere Historiker das Verhältnis zum Papst und zu Byzanz im Rahmen des Bilderstreites, die Frage der erstmals fassbaren marinen Expansion, in deren Zentrum die Eroberung Ravennas stand, und der mit der Rückgabe der Stadt in engem Zusammenhang stehenden frühen Handelsprivilegien durch Byzanz, aber auch der räumlichen und politischen Binnenstrukturen in der Lagune. Literarisch wurde um 1800, auf der Grundlage bereits durch stetes Neuerzählen verfestigter Vorstellungen von der „Anmaßung“ Orsos, sogar die Frage des Tyrannenmords am Beispiel seiner Ermordung auf die Bühne gebracht.

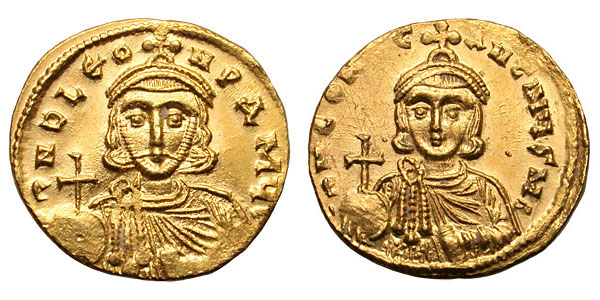
Solidus mit dem Bildnis von Leo III. (717–741) und seinem Sohn Konstantin V. (741–775), beide mit Krone, Reichsapfel und Akakia, eine zylindrische Seidenrolle, gefüllt mit Staub, als Symbol für die sterbliche Natur des Menschen (wohl um 737 bis 741)

Dabei galt der Bilderstreit bei vielen Autoren durchgängig als oberste Handlungsrichtlinie der Päpste, der angeblich alles politische Denken dieser Zeit untergeordnet wurde. Um dies zu belegen, musste allerdings die Abfolge der Ereignisse, mithin die gesamte Chronologie, insbesondere der Kämpfe um Ravenna angepasst werden. Paulus Diaconus beschreibt in seiner Historia Langobardorum (VI, 54), nachdem er vom erfolgreichen Bündnis Liutprands mit Karl Martell (739) berichtet hat, wie der regis nepus, der Neffe des Langobardenkönigs, die demütigende Vertreibung aus dem gerade erst eroberten Ravenna hinnehmen musste, bei der er auch noch in venezianische Gefangenschaft geriet.
Dieser Bericht des langobardischen Mönches erschien im 10. Jahrhundert bei Johannes Diaconus, der offenbar Einblick in einen Brief Papst Gregors III. an Antoninus (725–747), den Patriarchen von Grado genommen hatte. In diesem Brief hatte der Papst um Hilfe bei der Rückgewinnung von Ravenna für die Kaiser Leo und Constantin ersucht. Johannes gibt den Wortlaut des Briefes wieder, allerdings ohne Datum und Ort, platziert ihn jedenfalls in die Tage des Magister militum Julianus Hypathus, was nach traditioneller venezianischer Chronologie der Zeit um 740 entsprach. Die Quellenlage wird dadurch noch komplizierter, wie Șerban Marin 2018 verdeutlichte, dass der Verfasser der Istoria Veneticorum zwar jener Johannes Diaconus war, dass jedoch derjenige Teil der Chronik, der die Zeit vor 764 schildert, eine Einfügung des 13. Jahrhunderts durch einen Anonymus war, der den Rest der Chronik, die bis ins Jahr 1008 reicht, sorgsam kopiert hatte. In diesem später hinzugefügten Teil der Istoria Veneticorum heißt es bereits, dass nach dem Tod des (angeblichen) dux Marcellus, der 18 Jahre und 20 Tage „apud Civitatem novam Venecie ducatum“ geherrscht habe, „Ursus dux“ gefolgt sei, der 11 Jahre und 5 Monate geherrscht habe (‚rexerat‘). Diese Angaben sind also keineswegs aufgrund ihrer größeren zeitlichen Nähe als zuverlässiger zu betrachten.
Damit rückt dieser Teil der Istoria Veneticorum zeitlich nahe an einen Verfassungszustand, der erst das Spätmittelalter prägte. Einen sehr ähnlichen Bericht lieferte demzufolge Mitte des 14. Jahrhunderts der besagte Doge Andrea Dandolo, der sich allerdings hierin auf Paulus Diaconus beruft (nicht auf Johannes Diaconus), denn Mut und Glaube der Venezianer seien durch „testimonio Pauli gestorum Langobardorum ystoriographi“ belegt. Doch war der Adressat des von Dandolo zitierten päpstlichen Briefes in seiner Fassung nunmehr der Dux Ursus, was den Brief in die Zeit zwischen etwa 727 und 736 platzierte. Damit verlegte er den Kampf um Ravenna nicht nur um mehr als ein Jahrzehnt vor, sondern er musste dazu auch Papst Gregor III. (731–741) gegen Gregor II. (715–731) austauschen, womit die Kämpfe in die Zeit zwischen 727 und Anfang 731 fielen. Dies ist das bis in die jüngste Zeit meist genannte Datum für die Kampfhandlungen.

### Vom 14. Jahrhundert bis zum Ende der Republik (1797)

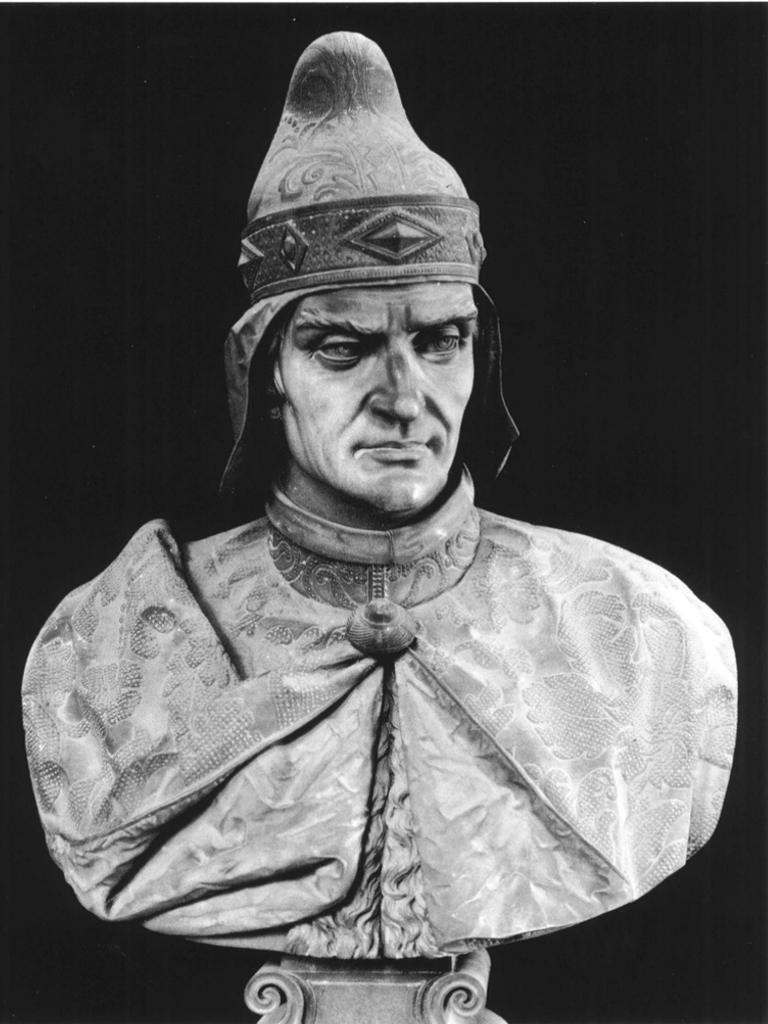
Büste des Dogen Andrea Dandolo, dessen Geschichtswerk die venezianische Überlieferung vom 14. bis zum Ende des 18. Jahrhunderts dominierte und das zahlreiche traditionelle Deutungen historischer Vorgänge dauerhaft festigte. Die Büste wurde 1861 von Lorenzo Larese Moretti (1807–1885) geschaffen und gehört zum Panteon Veneto im Palazzo Loredan am Campo Santo Stefano.

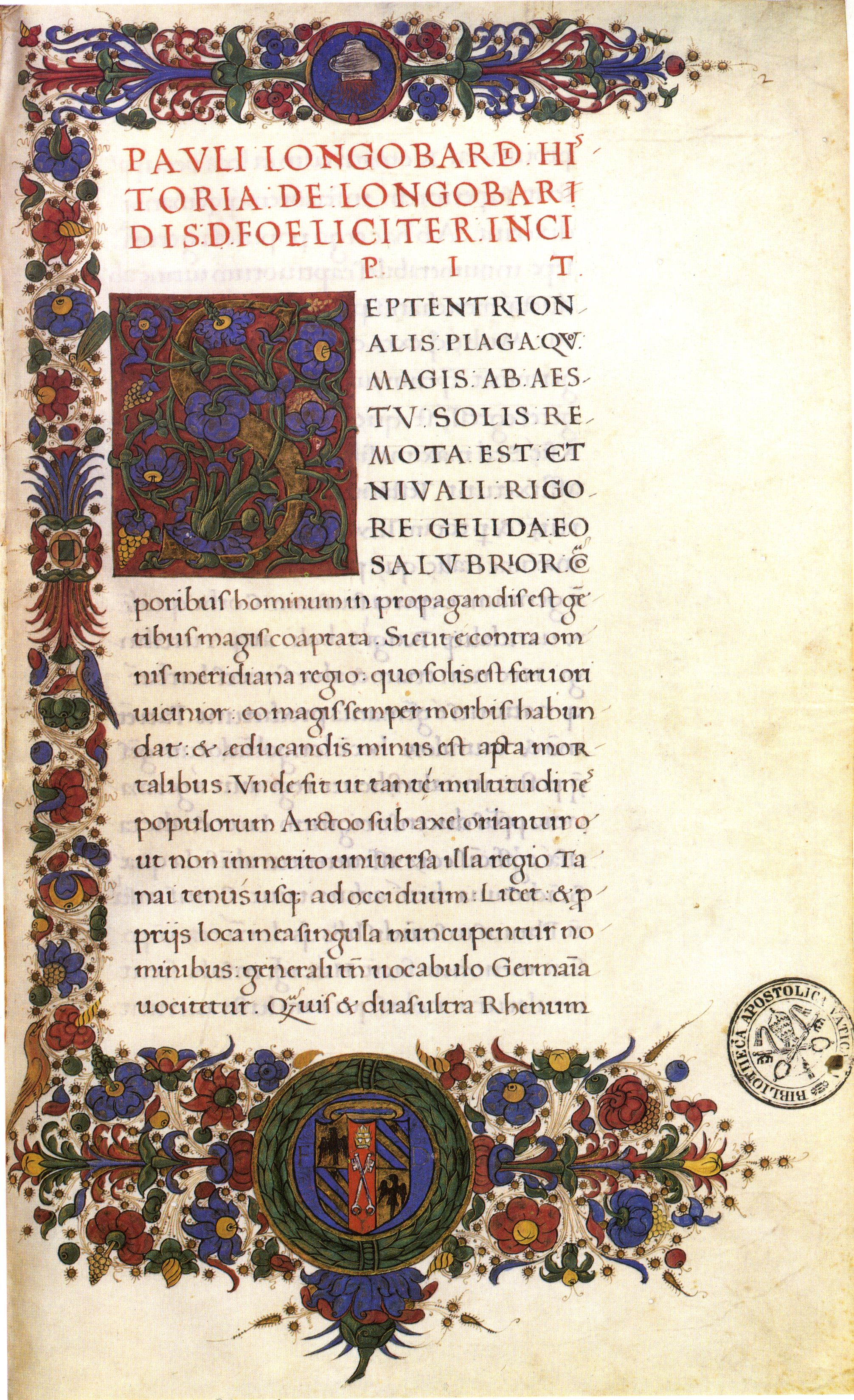
Anfang einer humanistischen Handschrift der Historia Langobardorum des Paulus Diaconus aus dem 15. Jahrhundert, Biblioteca Apostolica Vaticana, Urbinas Lat. 984, fol. 2r

Die spätere Historiographie, die ganz überwiegend auf dem Werk des besagten Dogen Andrea Dandolo aufbaute, sah den Kampf um Ravenna vor dem Hintergrund des als ausgesprochen fundamental wahrgenommenen Bilderstreits und des „nationalen Widerstands“ der Italiener gegen die byzantinische Fremdherrschaft nunmehr als Wendepunkt wahr. Denn einerseits konnte Venedig nun als Retterin von Byzanz (das Venedig die Rückgabe Ravennas schlecht dankte) und zugleich des Papstes herausgehoben werden. Andererseits erhielt die Stadt damit im Byzantinischen Reich erstmals wirtschaftliche Privilegien und geradezu die Herrschaft über die Adria. Die venezianische Historiographie konnte darüber hinaus zeigen, dass die später eingeschlagenen Wege der Vorherrschaft der Serenissima schon sehr weit zurückreichten, aber auch, dass nur interne Streitigkeiten Venedig aufhalten konnten, jene Streitigkeiten, die zum Tod Ursus‘ geführt hatten.
Die älteste volkssprachliche Chronik, die Cronica di Venexia detta di Enrico Dandolo, stellt die offensichtlich auch für die Historiker nicht (mehr) verständlichen Vorgänge auf einer weitgehend persönlichen Ebene dar. Ursus „fu elevado Duxe“, wurde also zum Dogen erhoben. Er stamme, wie seine Vorgänger, aus Eraclea. Von der „imperial maestade fu molto honorado passando per le soe contrade“. Gemeint ist der byzantinische Kaiser, der durch die Lagunenstädte gereist sei (so deutet es der Herausgeber) und den Dogen mit hohen Ehren gewürdigt habe. Er habe Ursus bei dieser Gelegenheit „constituido signor gieneral de tuta la soa provincia“ (S. 15). Damit nimmt der Chronist an, es habe einen förmlichen Einsetzungsakt durch den Kaiser in dessen Anwesenheit gegeben, was Andrea Dandolo anders darstellt. Ursus wollte die „habitanti de Exolo“ in allem beherrschen, was zu großen Spannungen führte, dann zum offenen Kampf. Sie wollten sich „virilmente“ zur Wehr setzen, wobei es im „Canal d'Arco“ zu einer Schlacht kam, nach der alle ihre verlorenen Brüder, Söhne und andere Verwandte („che qual ne havea perso fradeli, qual fioli, qual altro parente“) betrauerten. Als Ursus zu einer zweiten Schlacht gerüstet habe, verbündeten sich die verbliebenen Eraclianer – so ist wohl „cum alcune spalle“ zu verstehen – mit Magistri militum. Nach dem Tod des Ursus wechselten diese zum neuen Amtsort Malamocco (Metamaucum). Als es zu vollkommenem Frieden kam („reducti ad perfecta paxe“) bestimmten sie einen jährlich wechselnden Magister zum Herrscher („se deliberono far un rector et cavo tra loro, el qual si dovesse mudar ogni anno“).
Pietro Marcello meinte 1502 in seinem später ins Volgare unter dem Titel Vite de'prencipi di Vinegia übersetzten Werk, „Orso Ipato Doge III.“ „fu creato Prencipe l'anno DCCXXVI“ (‚wurde im Jahr 726 zum Fürsten gemacht‘). In seiner Amtszeit, so Marcello, sei Ravenna von den Langobarden besetzt worden, so dass sich dessen Exarch an die Venezianer um Hilfe gewandt habe. Auch der Papst habe sie aufgefordert, die Waffen zu erheben und dem Exarchen gegen die „insolentissimi Barbari“ zu helfen. ‚Um dem Papst Gehorsam zu erweisen‘ („per ubidire al Papa“) schickten diese eine große Flotte nach Ravenna, das sie sofort erobert und sogleich an den Exarchen zurückgegeben hätten. Damit ist für Marcello alles gesagt, und er geht sogleich zu „Calisto Patriarca d'Aquilegia“ über, der Grado angegriffen und einen Krieg ausgelöst habe, der die Republik nach Marcello in große Unordnung brachte („turbò grandemente lo stato della Rep.“). Dies, so glaube man, lag an der „insolatissima natura di questo Doge“. Diese Wortwahl stellte rhetorisch die „Barbari“ und den Dogen gleichsam auf eine Stufe, denn beide verband die besagte ‚insolentia‘ oder ‚Unverschämtheit‘. Die Iesolani wollten die „alterezza“ und die „superbia“ des Dogen nicht mehr ertragen („sopportare“) und griffen zu den Waffen. Der „superbissimo Doge“, der ‚äußerst anmaßende Doge‘, wollte jedoch Rache und griff ebenfalls zu den Waffen. Die sich anschließenden heftigen Kämpfe verliefen letztlich ergebnislos, und ‚seine Popolaren‘ rissen den Dogen, den sie für den Krieg verantwortlich machten, nach elf Jahren Amtszeit in Stücke. Da es den Venezianern nicht gefallen habe, einen neuen Dogen zu wählen, ‚schufen sie in der Republik‘ einen „maestro de' soldati“, woraufhin der Autor die fünf Magistri militum aufzählt, die nun für je ein Jahr die Lagune von „Malamocco“ aus beherrschten.
Auch für den Frankfurter Juristen Heinrich Kellner, der sich in seiner 1574 erschienenen Chronica das ist Warhaffte eigentliche vnd kurtze Beschreibung, aller Hertzogen zu Venedig Leben stark auf Marcello bezieht, zugleich die venezianische Geschichte im deutschen Sprachraum stärker bekannt machte, wurde „Orsus Ipatus“ 726 zum „Hertzog gewehlt“ (nicht erhoben oder gemacht). Kellner missversteht offenbar das Wort „Esarco“ und glaubt, der Exarch sei ein Eigenname. Dieser „Esarcus“ habe in Venedig um Hilfe ersucht, das sich bereit erklärte, Ravenna zurückzuerobern. Dies taten die Venezianer, weil der Papst „sie vermahnet“ gegen die „ubermühtigen Barbaros“ Krieg zu führen. Der Patriarch von Aquileia, „Calixtus“, habe das Gebiet von Grado zwar angegriffen, doch habe dieser den Krieg bald wieder eingestellt. Danach zerrüttete ein „innerlicher oder Bürgerlicher Krieg“ „das Hertzogthumb“, denn „die Jesulaner kundten sein Hochmuht und wanckelmühtigkeit nicht mehr erdulden“. Darauf begann Orsus „auß rachgierigkeit“ einen Krieg. Er wurde im elften Jahr seines Herzogtums „schendtlich zu stücken gehauwen/von seinem eignen Volck/dann sie lagten auff in alle ursachen deß Kriegs.“ Für die nächsten Jahre wählten die Venezianer, die kein Interesse mehr an einem Dogen hatten, einen „Kriegsobersten“. Der erste von ihnen, „Dominicus Leo“ wurde einstimmig gewählt. Den mörderischen Kampf zwischen den „Eraclianern und Jesulanern“ sieht Kellner erst am Ende der Herrschaft der Magistri militum, einschließlich jener Schlacht im Canal Arco. Die Bevölkerung verließ „Eracliam / Jesulam und Equiliam“ und die Bewohner „zogen anderß wohin“. Danach „kam die Statt wider unter das Regiment der Hertzogen“.
Nach der knappen Darstellung dieser Vorgänge in den ansonsten ausführlichen Historie venete dal principio della città fino all’anno 1382 des Gian Giacomo Caroldo, die er 1532 abschloss, wurde „Orso“ im Jahr 726 „con universal consenso“ zum Dogen gewählt. Nach Caroldo war er „nobile et habitatore di Heraclea“. Das einzige Ereignis, das er nennt, ist der Kampf um Ravenna. Der Langobardenkönig Liutprand habe Ravenna belagern lassen, wobei „Capitano di quella impresa era Ildebrando nepote della Maestà Sua“. Der Neffe des Langobardenkönigs war also Befehlshaber bei diesem Unternehmen. Zusammen mit „Peredeo Duca Vicentino“ zerstörte er die Armee Ravennas und am Ende sei die Stadt unter die Herrschaft der Langobarden gekommen („venne sotto il dominio de Longobardi“). Der Exarch ging, um der Wut der Barbaren zu entfliehen („per fuggir il furor de Barbari“), nach „Venetia“, ‚wie in einen sicheren Rettungshafen‘. Papst Gregor verfasste ein „breve“ an „Orso Duce“. Sinngemäß habe er geschrieben: ‚Bischof Gregor, Diener der Diener Gottes, an seinen geliebten Sohn Orso Duca de Venetia. Weil die Stadt Ravenna, die das Haupt aller anderen war, von den unwürdigen Langobarden eingenommen wurde, und unser hervorragender Sohn, der Herr Exarch, sich (wie wir erfahren haben) bei euch aufhält, so sollte eure „Nobiltà“ mit diesem gemeinsam die Stadt wieder unter die Herrschaft der Herren und Unserer Söhne Leo und Konstantin zurückbringen‘. Mit religiösem Eifer bereitete der Doge eine Flotte mit starken Kräften vor und griff Ravenna an. Dabei wurde „Ildebrando“ gefangen genommen, während „Peredeo“ ums Leben kam. Der Exarch wurde wieder in sein Amt eingesetzt. Die „virtuose operationi“ des „Duce Veneto“ zu Ehren des katholischen Glaubens wurden durch die Zeugenschaft des „Paulo historico Longobardo“ gefeiert, wie Caroldo ebenso anmerkt, wie seinerzeit Andrea Dandolo. Im Gegensatz zu Marcello betont also Caroldo überaus stark den Kampf um Ravenna und die Haltung der Venezianer dazu, während er den internen Kämpfen, die nach Marcello zum üblen Tod des Dogen geführt hatten, kaum eine Zeile widmet. Er nennt weder die Antagonisten, noch erwähnt er überhaupt Kämpfe, sondern deutet nur die seinerzeitige „discordia“ an, die ‚Zwietracht‘. Wie es vielen „grandi Signori“ geschehe, sei der Doge für seine seltenen Taten schlecht anerkannt worden, und so sei er, nach 11 Jahren und 5 Monaten als Doge, durch ‚Zwietracht‘ zwischen den „Veneti Cittadini“, auf üble Weise zu Tode gekommen („fù malamente morto“).

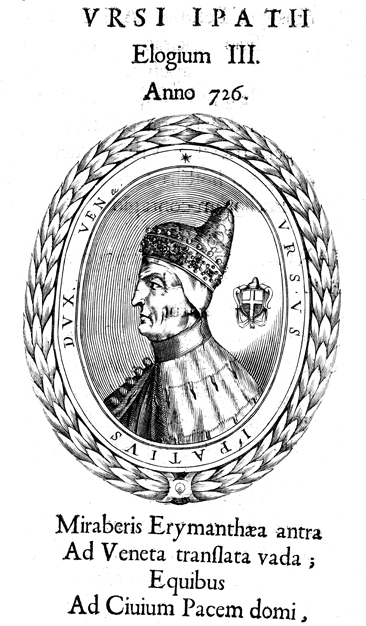
Leone Matina: Phantasieporträt des Dogen in der wohl ersten gedruckten Porträtserie aller bis dahin anerkannten Dogen, dem Ducalis regiae lararium von 1659

Bernardo Giustiniani, der in seiner 1545 gedruckten Historia die Rede des vor den Langobarden aus Ravenna geflohenen Exarchen vor der Volksversammlung in Venedig wiedergibt (S. CXLI – CXLIIII), schließt mit den Worten: „Tutto il consiglio fu del parere del Doge Orso“, der Rat war also ‚einhellig der Meinung des Dogen‘. Auch weiß er die genaue Stärke der Flotte zu berichten. Demnach fuhren 80 Schiffe, davon 20 große, Richtung Ravenna, wobei man vortäuschte, den Kaiser gegen die Sarazenen zu unterstützen (S. CXLIIII). Die Masten der großen Schiffe waren, folgt man dem Verfasser, so hoch, dass die Belagerer die Stadtmauern überwinden konnten. Giustiniani bezieht sich bei dieser Schilderung gleichfalls explizit auf die Historia des Langobarden „Paolo Diacono“ (CXLV). Doch konstruiert er einen gänzlich anderen Zusammenhang, indem er zeitlich relativ weit auseinander liegende Ereignisse zusammenzieht. Kaiser Leo, „huomo di nessuna virtu, ma ben di notabile perfidia, & avaritia“ (‚Mann ohne jede Tugend, aber von bemerkenswerter Durchtriebenheit und Gier‘), bemühte sich dem Verfasser zufolge weiterhin, das Imperium zu ruinieren. Denn nach der zweijährigen Belagerung von Konstantinopel durch die Sarazenen (717–718), bei der laut Giustiniani zwei Mal 300.000 Menschen zu Tode kamen, plünderte der Kaiser die Kirchen. Als sich der Papst gegen die Bilderzerstörung sträubte, versuchte der Kaiser ihn ermorden zu lassen. In Ravenna, wo sich Orso noch mit der Flotte aufhielt, die die Stadt erobert hatte, kam es nun gleichfalls zu Tumulten. In Orsos Lager zeigten sich nach Giustiniani Ansichten, wie etwa die, der Kaiser sei „peggiore di tutti i barbari, & di Macometto anchora“, der Kaiser sei also ‚schlimmer als alle Barbaren‘, womit wohl die Langobarden gemeint waren, und ‚sogar schlimmer noch als Mohammed‘. Die Christen bräuchten also einen neuen Kaiser, manche dachten an Karl Martell, den Frankenkönig (CXLVI f.). Doch der Papst zog es vor, mit Briefen an alle Potentaten für seine Sache zu werben. Die Venezianer brachten die Reliquien der Märtyrer des Bildersturms in ihre Kirchen, wie den Hl. Theodor nach San Giorgio Maggiore (dieser war zum Stadtpatron Venedigs avanciert). Eine Bischofsversammlung exkommunizierte den Kaiser. Doch dann stritten sich „Heraclia“ und „Equilo“ zwei Jahre lang um die Grenzen, lieferten sich im „canale hoggidi chiamato del larco“ eine „grandissima battaglia“, sie lieferten sich also im Arco-Kanal eine überaus große Schlacht, bis beide Städte beinahe ruiniert waren (S. CLI). Gleichsam als „authore“ aller innervenezianischen Übel wurde Orso in einem Tumult getötet (CXLVIII). Giustinianis Wertungen sind, vor allem was den Bilderstreit und Leos Rolle dabei betrifft, lange aufrechterhalten worden, gelten allerdings heute als widerlegt. Zu sehr kaprizierten sich die Bilderverehrer, deren Quellen überliefert sind, auf die Person des Kaisers; zugleich übertrieben sie die Radikalität der Zerstörung.
Wie bei seinen angeblichen Vorgängern, so wichen auch bei Ursus lange die Angaben über seine Regierungszeit stark voneinander ab. Marco Guazzo gibt 1553 in seiner Cronica an, „Orso Ipato terzo doge di Venezia“ sei im Jahr 721 zum Dogen gemacht worden. Danach sei er neun Jahre im Amt gewesen, also bis 730. Dem Verfasser galt er als „huomo di mala natura huomocidiale“, auch habe er die Heraclianer in den bewaffneten Kampf getrieben. Die wenigen Überlebenden hätten sich schließlich gegen ‚den Mann von schlechter Natur‘ gewandt und ihn umgebracht. Danach sei Venedig sechs Jahre lang (also von 730 bis 736) ohne Dogen gewesen „reggendosi per altri magistrati,& uffici“. Die Lagune habe sich also selbst durch andere Magistrate und Ämter regiert, womit wohl die jeweils ein Jahr herrschenden Magistri militum gemeint waren. Implizit wird hier also eine Unabhängigkeit vom Byzantinischen Reich suggeriert.
Francesco Sansovino schreibt hingegen 1580 in seiner Cronologia del mondo unter dem Jahr 726 (damit den Beginn seiner Herrschaft einordnend): „O r s o Ipato, cioè Cōsolo imperiale“ … „è morto dal popolo“, ‚Orso Ipato, also kaiserlicher Konsul‘, sei also durch das Volk ums Leben gekommen. Nach fünf Jahren erst sei man zum Dogat zurückgekehrt, indem man seinen Sohn Deodato zum Dogen gemacht habe.
Michele Zappullo setzt im Jahr 1609 in seinem Sommario istorico das Wahljahr hingegen auf 724 fest, das Todesjahr auf 729. 1630 nennt der Wahlmodus wiederum das Jahr 726 für Orso als Wahljahr, dazu eine Herrschaftsdauer von elf Jahren und fünf Monaten, also bis etwa 737.

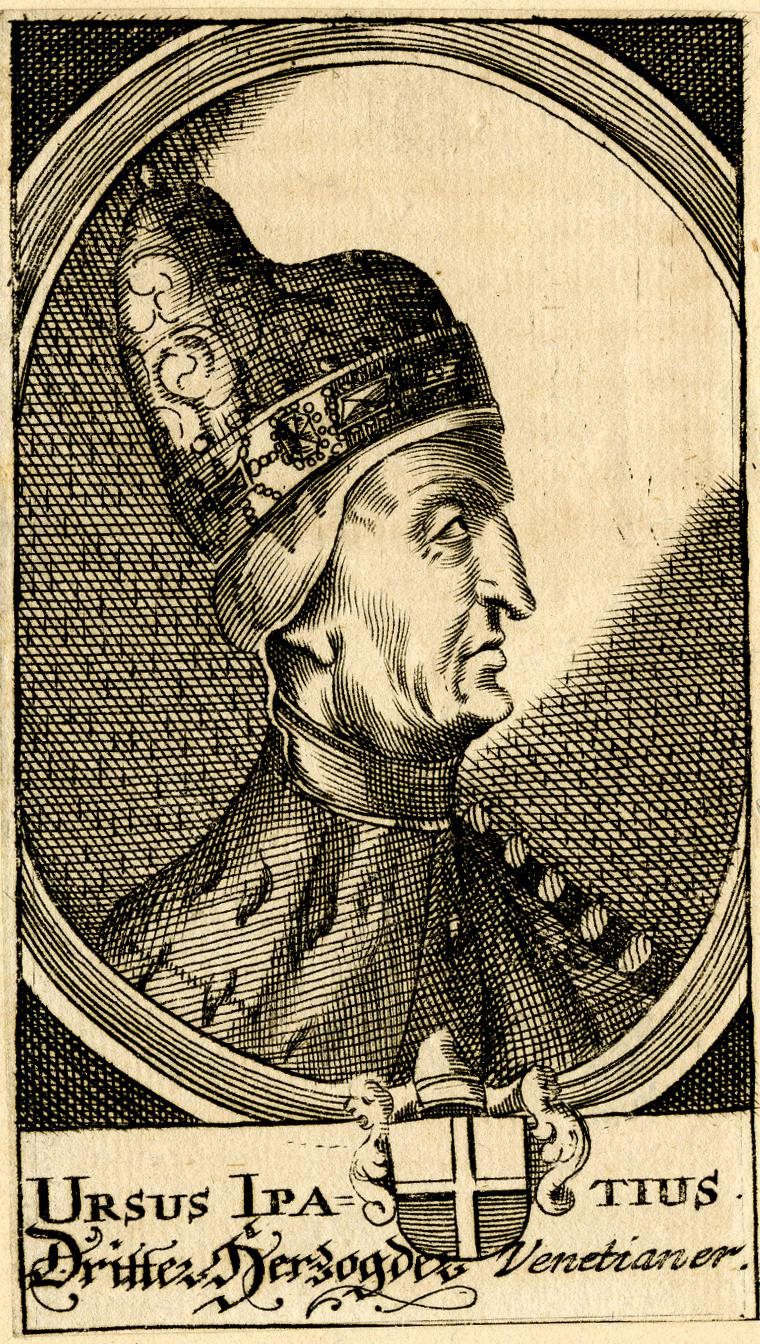
„Ursus Ipa[Wappen]tius. Dritter Herzog der Venetianer.“, Stich von Johann Jakob Vogel (fl. 1670–1690), 114 mal 65 mm, British Museum

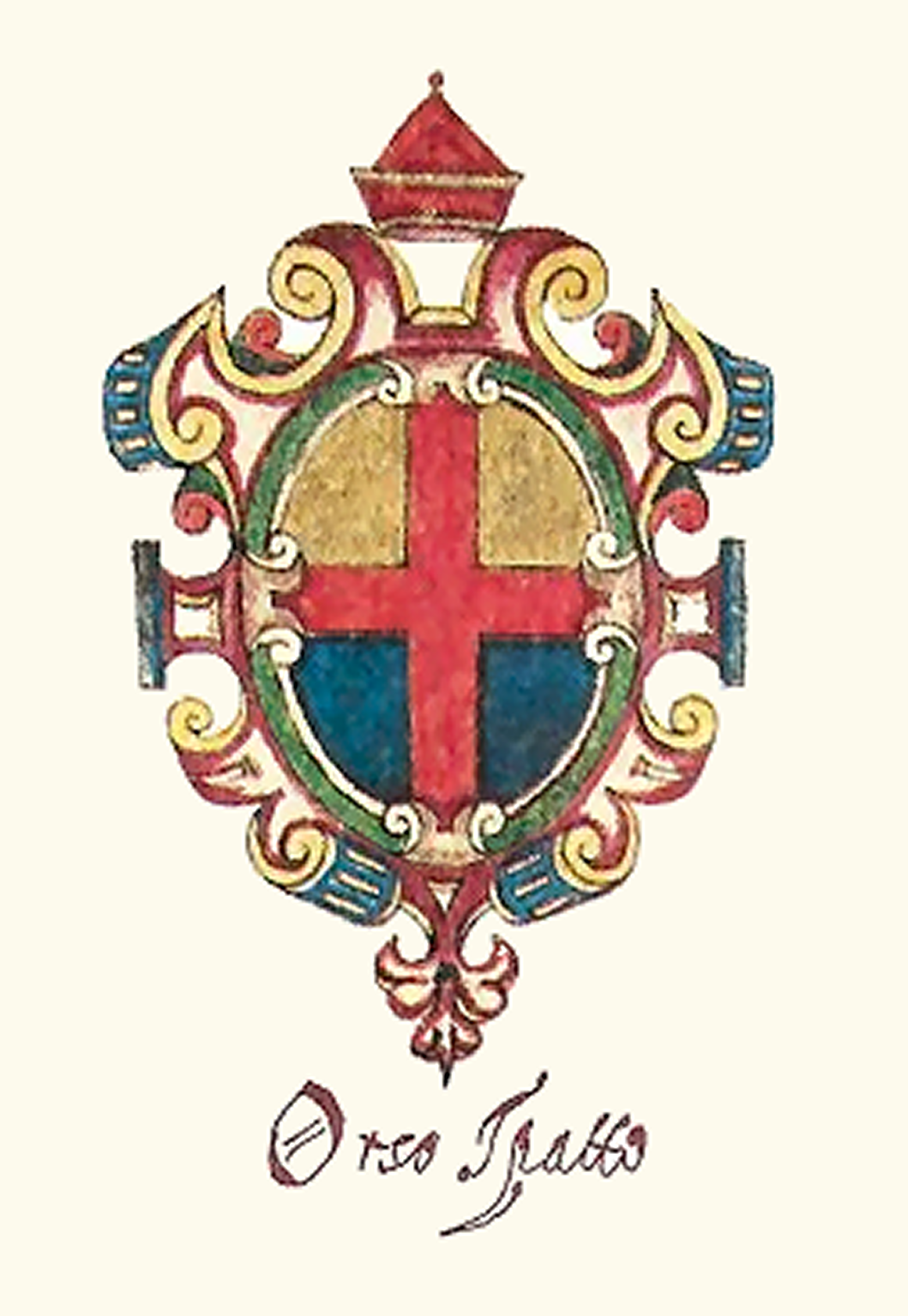
Wappen des wohl ersten Dogen „Orso Ipatto“ entsprechend den Vorstellungen des frühen 17. Jahrhunderts. Die Heraldik setzte erst im 3. Viertel des 12. Jahrhunderts ein, später wurden rückblickend auch Wappen an die frühen Dogen vergeben, die nie ein solches Wappen geführt hatten („fanta-araldica“); dies diente dazu, die Familien dieser Epoche mit möglichst frühen Dogen in ein verwandtschaftliches Verhältnis zu setzen, was ihnen Ansehen sowie politischen und gesellschaftlichen Einfluss verschaffte.

Im 17. Jahrhundert wurde Ursus zu einem überaus wichtigen Fokus für Rückprojektionen zeitgenössischer Verhältnisse, zumindest aber von deren Herleitung. In Alessandro Maria Vianolis Historia Veneta von 1680 (Band 1), die sechs Jahre später auf Deutsch erschien, ist weiterhin „Orsus Ipatus der Dritte Hertzog.“ Sabellico, so Vianoli, „einer von den allerältisten Venetianischen Geschichtschreibern“, nenne ihn „Orleo“ (S. 36). Er zog auch, so ergänzt der Autor, seine Wähler zu „allerhand harter Arbeit“ heran. Er habe „auch die Jugend fast täglich in den damalig gebräuchlichen Kriegswaffen / so wol zu Wasser als zu Land / geübet und exercirt“. Nachdem „der Lombarder König“ Ravenna eingenommen hatte, und „Esarcus, der damalen dieselbe/im Namen des Kaisers / regieret / nacher Venedig geflohen / den Hertzog um Hülff angeruffen/ auch indessen ein Bitt- und klägliches Schreiben an ihn vom Bapst Gregorio II. angelanget“, um Ravenna zurückzuerobern. Obwohl er mit Liutprand in einem Bündnis gestanden habe, gehorchte er dem Papst und wollte zugleich „den Esarcum“ verteidigen. Die „Armada“ „/ die biß in 80. Kriegs-Schiffen bestanden“, eroberte „mit Hülffe der Nacht“ die Stadt (S. 37). Der Sieg war umso größer, „indem Perendius darinnen todt geblieben/ und Ildebrand nacher Constantinopel gefangen weggeführet worden“. Nach der Wiederaushändigung der Stadt an „Esarcus“ kam es zum Streit zwischen Grado und Aquileia, weil „Calixtus, der Patriarch von Aquileja, ihnen zwey Inseln / mit Namen Centinara und Massone, hinweg genommen“. Auf päpstlichen Druck und angesichts der Rüstungen des Dogen musste er sie jedoch wieder herausgeben. Bald ergab sich eine solche Uneinigkeit, „daß es geschienen / als wolte sie den gantzen / und zwar damalen noch sehr schwach gegründeten Staat gäntzlichen das unterst zum obersten kehren/ sintemalen die Eracleaner, wegen der Grentz-Scheidung / in die zwey Jahr lang / einen harten Krieg/ mit den Jesolanern, geführet“. Und „weilen der Hertzog / wider der Unterthanen Willen / den Krieg fortzusetzen gesonnen … ist er einsmalen auf dem Platz / da er noch mehr Volck annehmen wollen / von denselben ergriffen / und / nach eilffjährig- und fünf monatlicher heroisch- und heldenmüthiger Regierung / in Stücke zerhauwen worden“ (S. 39 f.) „Kurtz nach seinem Tod“, fügt Vianoli an, „wurde das Regiment der Stadt verändert/sintemalen die gantze Gemein einen grossen Abscheu getragen / in Eraclea, als in einer schändlichen Mördergruben / hinfüro zusammen zu kommen. Es verfügten sich derowegen / mit gröster Einmüthigkeit / die gesamten Insuln nacher Malamocco“, wo „endlichen keine Hertzogen mehr /sondern an der derselben Stell Maestri di Cavalieri, oder Rittmeister / welche über das nur ein Jahr lang bey solchem Amt verbleiben solten / zu erwählen / beschlossen worden“. Ausdrücklich hält Vianoli fest, dass der erste dieser Magistri militum einstimmig gewählt worden sei (S. 41). Vianoli konstatiert also einen unmittelbaren Zusammenhang zwischen dem Sturz des Dogen und dem danach erfolgten Umzug nach Malamocco sowie der dortigen Einsetzung des ersten Magister militum.
Doch die Unsicherheit unter den Chronisten war viel größer, als die vergleichsweise nahe beieinander liegenden Zeitangaben nahelegen. So schrieb 1687 Jacob von Sandrart in seinem Werk Kurtze und vermehrte Beschreibung Von Dem Ursprung / Aufnehmen / Gebiete / und Regierung der Weltberühmten Republick Venedig zwar, dass „Horleus Ursus Hypatus“ 726 „erwehlet“ worden sei. Doch ergänzt er: Der Doge „verjagte zwar den Exarchum zu Ravenna, ward aber dabey so herrisch / daß das Volck in dem elfften Jahr seiner Regierung sich wider ihn empörete / und ihn umbs Leben brachte. Dieses wird von andern in das 680. Jahr gesetzet.“ Diese Unsicherheit in der Datierung – und selbst in der Frage, wer eigentlich vertrieben worden sei – setzte sich fort. Noch in Band 23 der von Lodovico Antonio Muratori herausgegebenen Quellenreihe Rerum Italicarum Scriptores wird berichtet, Orso sei 711 gewählt worden. Nach der Schilderung des Kampfes um Ravenna verweist der Verfasser auf die Abgaben, die der Doge „Gesulo“ aufzwingen wollte, und wie es daraufhin zum Bürgerkrieg gekommen sei. Die zweitägige Seeschlacht im Canal d'Arco, dem späteren Canal Aquiliana, erwähnt er gleichfalls, jedoch erwähnt er mit keinem Wort den Bilderstreit.
Offenbar war ab dem späten 18. Jahrhundert, obwohl keine neue Quelle auftauchte, die Annahme, Orso habe ab 726 regiert, endgültig Konsens. Schon Samuel von Pufendorf (1632–1694), der den Dogen „Ursus Ippatus“ nennt, erwähnt die Jahre 726 und 737 als Beginn und Ende seiner Herrschaft.
Doch nicht nur über die Regierungsdaten wurde über Jahrhunderte immer wieder spekuliert, bis ein kaum begründbarer Konsens auch über andere Vorgänge bestand. Dabei blieb auch die Herkunft der Familie, auf die sich ja eine Reihe von Adelsfamilien Venedigs zurückführte, unklar. Pietro Antonio Pacifico fügt 1751 im ersten Band seiner Cronaca veneta sacra e profana hinzu, ‚einige wollten‘, dass die Familie des Dogen aus Dalmatien nach Eraclea umgesiedelt sei, das er auch ‚Alt Malamocco‘ („Malamocco vecchio“) nennt (Metamaucum). Doch ‚behaupteten andere‘, Orsos Familie stamme ursprünglich aus Padua. Pacifico selbst bleibt in dieser Frage neutral. Der Doge habe gegen die Langobarden gekämpft, und, wie der Autor ergänzt, eine griechische Flotte sei vernichtet, „Ildebrando, Nipote del Re“ gefangen genommen, „Daredo, Duca di Vicenza“ getötet worden. Doch zwei Jahre und zwei Monate – auch diese Zeitangabe wird im Laufe der Überlieferung immer genauer – nachdem er die Republik gerettet habe, sei Orso ermordet worden.
1751 veröffentlichte Gianfrancesco Pivati den 10. Band seines Nuovo dizionario scientifico e curioso sacro-profano. Auch für ihn ist das Jahr 726 gesichert, die beiden Herkunftsorte Dalmatien und Padua werden allerdings nur von vielen ‚behauptet‘. Die Wortwahl, in der der Verfasser die Vorgänge knapp und ausgesprochen ähnlich schildert, wirkt nunmehr geradezu genormt.
Doch der langsame Prozess der Legendenbildung war damit keineswegs abgeschlossen. Augustinus Valiero behauptete 1787, ähnlich wie Vianoli, Orso habe die venezianische Jugend für die Flotte gewonnen, so dass binnen weniger Jahre nicht nur die Piraten besiegt werden konnten, sondern auch die griechische Flotte, und dass der venezianischen Seestreitmacht so die Eroberung Ravennas gelang. Der Exarch Paulus habe Venedig von der Gefährlichkeit der Langobarden und von ihrer Hinterlist überzeugt, und auch der Papst habe auf einen Gegenschlag gegen die Barbaren gedrungen. So wäre Ravenna zurückerobert worden. Als ein Gesandter des Kaisers jedoch die Zerstörung der Bilder in den Kirchen der Lagune verlangte, verwies der Doge auf die Eroberung und Rückgabe Ravennas und die jederzeitige Unterstützung Konstantinopels im Kampf gegen die Langobarden, um hinzuzufügen, dass in Angelegenheiten der Kirche die Venezianer ausschließlich dem Papst folgen würden.
Die inneren Kämpfe zu deuten, blieb schwierig. Auch später noch warf man Orso vor, er sei zu einseitig für Eraclea eingetreten, so dass es im Verlauf der Kämpfe zur Ermordung des Dogen kam, nachdem er sein Amt elf Jahre und fünf Monate ausgefüllt hatte. Er habe zwar großen Geist und Mut bewiesen, doch sei er, so Agostino Valier, hochmütig gewesen und habe zur Tyrannei geneigt. Noch in der Übersetzung von 1787 wurde diese Annahme unverändert weitergetragen. Johann Joseph Pock formuliert diese Vorstellung 1720 in seinem Werk Der politische catholische Passagier drastischer: Nach ihm war es so, dass „Ursus Hypatus“, „durch Stolz und Hochmuth aufgeblasen, gewaltig zu tyrannisieren begunte, so stunde der Pövel wider ihm auf, und schluge ihn Anno 737.todt.“ Knapper, aber mit der gleichen Intention hatte bereits 1699 der junge Ferdinand Ludwig von Bressler und Aschenburg (1681–1722) formuliert: „Ursus Hypatus mißbrauchte diese Hertzogliche Gewalt / dahero ihn das Volck A .737. ermordete“.
Für Johann Friedrich LeBret war „Ursus“ der dritte Doge, „den einige auch Orleo nennen“. Nach LeBret hatte er „einen lebhaften und unternehmenden Geist, und liebete den Krieg“. „Einige nennen ihn deswegen Orleo Hypato, Orsus den Großen“, eine Behauptung, wie sie François Combefis (1605–1679) aufgestellt habe, der LeBret allerdings keinen Glauben schenkt (S. 96, Anm. 8). Der Doge habe, ganz konventionell, eine entscheidende Rolle bei der „Wiedereroberung von Ravenna“ gespielt (in Marginalien bietet der Autor die Jahre 728 und 730). Dabei glaubt er an eine Spaltung der Stadt in zwei Parteien, eine bilderfreundliche und eine bilderfeindliche. Nach der Ermordung des Exarchen „Paul“ sei der Langobardenkönig vor die Stadt gerückt. Dabei sieht der Autor die Überlieferung seit Andrea Dandolo höchst kritisch: „Dandulus bringt einen Brief auf die Bahn, durch welchen dieser Papst [Gregor II.] die Venetianer zur Wiedereroberung von Ravenna ermahnet haben soll. Wir sind aber nicht gesonnen, den Venetianern durch Anführung dieses Briefes Ehre zu machen“. Zugleich lehnt er in einer Fußnote auch die Sagornina, also die Istoria Veneticorum, an dieser Stelle ab, denn er habe „aber sonst alle Kennzeichen, daß er untergeschoben ist“. Außerdem habe sich der Brief bei Johannes nicht an den Dogen, sondern an „den Patriarchen von Grado, Antonius“ gerichtet. Dennoch habe auch De Monachis – gemeint ist Lorenzo De Monachis (1351–1428) – vermeldet, „daß der Papst die Venetianer ersuchet habe, Ravenna den Händen der Feinde zu entreißen.“ Nach LeBret sahen die Venezianer die Unterstellung unter die Seemacht Byzanz als vorteilhafter an. Daher fand „Eutychius“, der in die Lagune geflohene Exarch, „ein geneigtes Gehör“, zumal „dieß eine Weyde für seinen kriegerischen Geist war“. „Hildebrand, ein Neffe des Luitprandes, der vermuthlich in der belagerten Stadt commandirte, wurde gefangen und nach Venetien geführet.“ Nebenbei erwähnt der Autor, der Erzbischof von Ravenna, Johannes, sei ebenfalls in die Lagune geflohen, „Peredeus, Herzog von Vicenza … wurde in dem Gefechte umgebracht“. Doch in Venedig regte sich Widerstand gegen Ursus: „Man war mit seinen kriegerischen Unternehmungen, welche den Staat zu viel gekostet hatten, nicht zufrieden“. Dabei taten sich die „Equiliner“ hervor, „diese ungesitteten Venetianer“. Das Risiko einer Racheaktion Liutprands wurde zugleich durch dessen ständige Ablenkung durch andere Schauplätze vermindert, zumal er sich mit Eutychius überraschenderweise geeinigt habe, um gegen die Herzöge von Benevent und Spoleto zu ziehen. Lapidar leitet der Autor den Dogenmord mit den Worten ein: „Es giebt Leute, für welche es ein Unglück ist, wenn sie glücklich sind.“ Ursus’ „gebietherische Mine“ nach diesem Erfolg machte ihn demnach verhasst. Dabei unterstützten ihn die kriegsbedingten Aufsteiger, die anderen hassten seinen despotischen Geist. Der „kriegerische Ursus wollte lieber den Staat zerrüttet sehen, als seine Gewalt einschränken lassen … Vielleicht hoffte er, unter diesen Zerrüttungen die Alleinherrschaft zu erhalten. Allein, der ausgelassene Pöbel, welcher vermuthlich einige Große zu Anführern hatte, erhielt die Oberhand, drang in sein Haus ein und opferte ihn der Freyheit auf.“ Nur Venedig habe so viele seiner „Fürsten“ geopfert. „Er hatte eilf Jahre und sechs Monate regieret.“ Für LeBret war der Beiname Ausdruck der „Consularwürde, womit die griechischen Kaiser gemeiniglich diejenigen zu zieren pflegeten, welche sich zu ihrem Vortheile besonders hervor gethan hatten.“

### Französische Revolution, Risorgimento

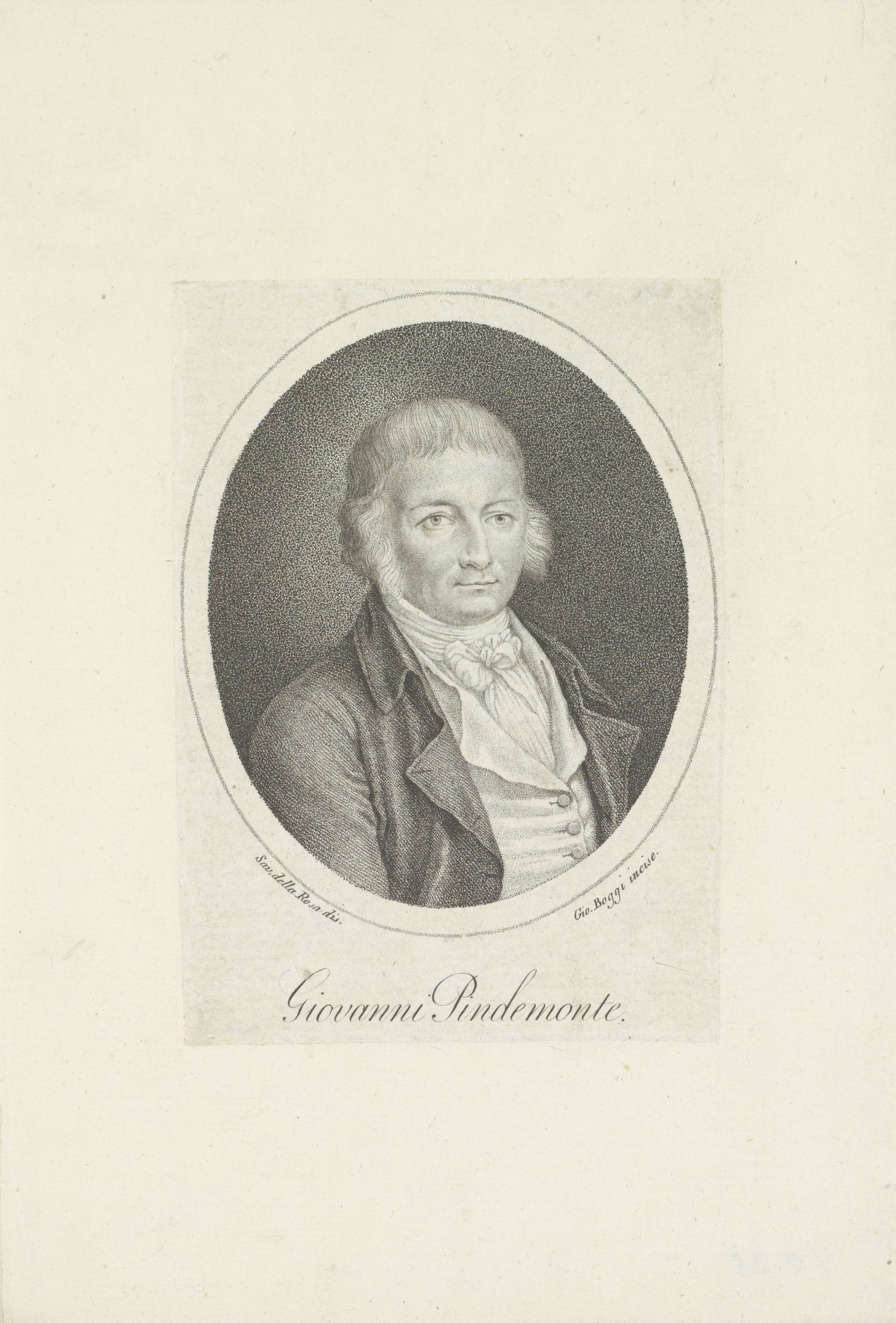
Porträt Giovanni Pindemontes

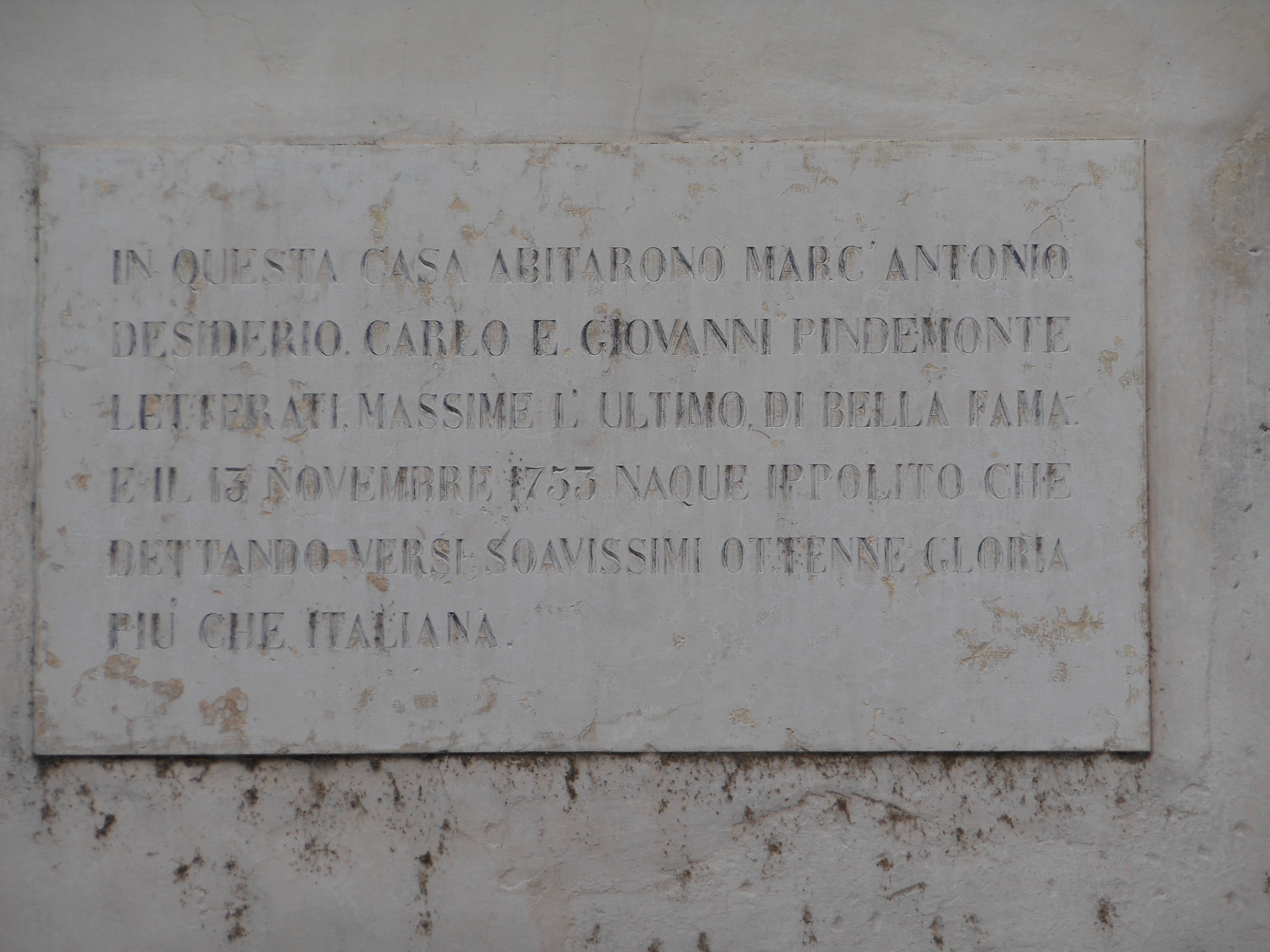
Erinnerungstafel an die Pindemonte in Verona, darunter Giovanni

Mit der französischen Revolution und der Hinrichtung des Königs rückte ein anderer Aspekt in den Mittelpunkt der Rezeptionsgeschichte, nämlich die Frage des Tyrannenmordes. Giovanni Pindemonte (1751–1812) verfasste binnen weniger Tage ein jakobinisches Drama mit dem Titel Orso Ipato, das am 11. September 1797 im venezianischen Stadttheater aufgeführt wurde. Das Stück hatte einen überraschenden Erfolg. Darin ist Orso ein Lügner, Bösewicht und Opportunist, von Machtgier getrieben und voller Verachtung für das Volk. Sein Schwiegervater Obelario, Streiter für die Volkssouveränität und Feind aller Tyrannei, stellt sich auf die Seite des Volkes von Eraclea, das von Orso unterdrückt wurde. Als vergebliche Vermittlerin tritt die junge Eufrasia auf, Tochter des Obelario und Orsos Ehefrau. Am Ende sterben beide Männer während des Aufstandes gegen die Tyrannei, ein Aufstand, der in ersten Massenszenen auf die Bühne gebracht wurde.
Im folgenden Jahr brachte Carlo Antonio Marin den ersten Band seiner Storia civile e politica del commercio de' veniziani heraus. Für ihn machten die Venezianer unter Orso zum ersten Mal die Erfahrung, dass sie nicht nur ihre Inseln verteidigen und unter der Oberherrschaft des Kaisers Handel treiben konnten, sondern dass sie in der Lage waren, mit ihrer Flotte auch außerhalb ihres Herrschaftsgebiets Krieg zu führen. Marin bezieht sich auf Bernardo Giustiniano, wenn er erklärt, Orso habe Schulen eingerichtet, um die jungen Männer an die Erfordernisse des Seekrieges zu gewöhnen. Doch habe er nicht, wie er einräumt, den Zugriff auf die von Giustiniano sicherlich zitierten Chroniken, um dies belegen zu können. Zur Belagerung von Ravenna – Marin unterstellt hier explizit Gewinnabsichten, ohne die die Venezianer ihre Freiheit nicht aufs Spiel gesetzt hätten – wurden bei ihm 60 Schiffe ausgerüstet. Um die Langobarden über ihre Absichten im Unklaren zu lassen, täuschte man einen Kriegszug gegen die Sarazenen vor. Nach der Eroberung waren die Venezianer, so glaubt Marin, die wirtschaftlichen Herren der Adria, Ravennas und des Ostens, ja er war sich ‚sicher‘, dass der Exarch die Kriegskosten übernommen habe, die Venezianer Handelshäuser einrichten durften und bei den Abgaben bevorzugt behandelt wurden.
Für Antonio Quadri war Orso, den er, wie inzwischen gängig, ab 726 ansetzt, mutig und waffenerfahren („coraggioso e armigero“), wie er in seinen Otto giorni a Venezia von 1824 schreibt. Nach großen Erfolgen gegen Piraten, der Durchsetzung der Herrschaft über Dalmatien und die Slawen, dem Sieg über die Langobarden im Kampf um Ravenna, kam es nach seiner Darstellung zur besagten Auszeichnung durch den Kaiser mit dem Titel eines Ipato. Dies alles führte jedoch zu Hass und Fraktionierungen, dann zu Kämpfen, in deren Verlauf der Doge ums Leben kam. Die Gemüter seien so ‚aufgepeitscht‘ („esasperato“) gewesen, dass die „nazione“, statt einen neuen Dogen zu wählen, auf die Magistri militum zurückgriff. Marin hatte dies noch für einen klugen Schachzug der Volksversammlung zur Beendigung der Anarchie gehalten, denn so gelangte die Macht an einen einzigen Magister militum, wenn auch nur jeweils auf ein Jahr.
Schon Jacopo Filiasi (1750–1829) hatte 1812 in seinen Memorie storiche de' Veneti eine breitere Darstellung versucht, die beinahe 30 Seiten füllt. Filiasi bezog sich dabei schon sehr viel stärker auf die älteren Quellen, allen voran auf die Chronik des Dogen Andrea Dandolo aus der Mitte des 14. Jahrhunderts. Der Autor bezog zudem stärker das politische Umfeld mit ein, das durch den Ikonoklasmus des Ostens bestimmt war, gegen das sich alle „Itali“ wehrten, und gegen den sich auch Venedig erhob. Nachdem ein Mordanschlag auf den Papst misslungen war, versuchte es der Kaiser mit Gewalt, der die Venezianer aber widerstanden. Sogar von einem Gegenkaiser, den man nach Konstantinopel habe bringen wollen, ist die Rede, ein angebliches Unternehmen, von dem der Papst die Venezianer abgehalten haben soll. Wie Filiasi vermerkt, halten sich die venezianischen Quellen jedoch im Unklaren, wenn sie auch Andeutungen machen. Kaiser Leo gelang es, eine pro-byzantinische Partei aufzubauen, die Ravenna in aberwitzige Zwietracht stürzte („pazza discordia“), eine Gelegenheit, die die Langobarden zur Eroberung der Stadt nutzten. Nach Filiasi floh der neue Exarch Eutychios nach Venedig und unterstellte sich dem Schutz Orsos, unter dessen Führung Ravenna zurückerobert wurde. Filiasi glaubte, die Gefahr, zur ‚Beute der Barbaren‘ zu werden, hätte genügen müssen, einig zu sein, doch ‚nur das Volk ziehe guten Glaubens voran, aber die Führer haben völlig andere Ziele‘ – und am Ende zögen nur diese Vorteile aus den Kämpfen. Der Kaiser, der immer noch den Ikonoklasmus gegen den Widerstand des Papstes durchsetzen wollte, versuchte mehrfach Ravenna zu erobern, doch schließlich besiegte Venedig seine Flotte vor der Stadt. Filiasi, der neben allgemeinen Gründen, wie den Charakter der Italiener, anführt, dass die Auseinandersetzungen zwar unter dem „Numa“ Venedigs – gemeint ist Marcellus, dem die Legende den Rang eines Dogen zusprach – beruhigt worden seien, dass sie jedoch umso schärfer unter Ursus wieder losbrachen. Er sei zu hart gegen die Equilianer vorgegangen, habe ihnen sogar Tribut abverlangt. Es kam zu Kämpfen, die sich zu einem Bürgerkrieg ausweiteten, wie bereits Dandolo vermerkt habe, den Filiasi zitiert („Civilibus bellis exortis, nequiter occisus est“), ohne jedoch die genaue Fundstelle anzugeben. Filiasi mutmaßt, dass sich zudem das Volk möglicherweise gegen eine absolute Herrschaft des Dogen erhoben habe, und das Amt aus diesem Grunde abgeschafft worden sei.

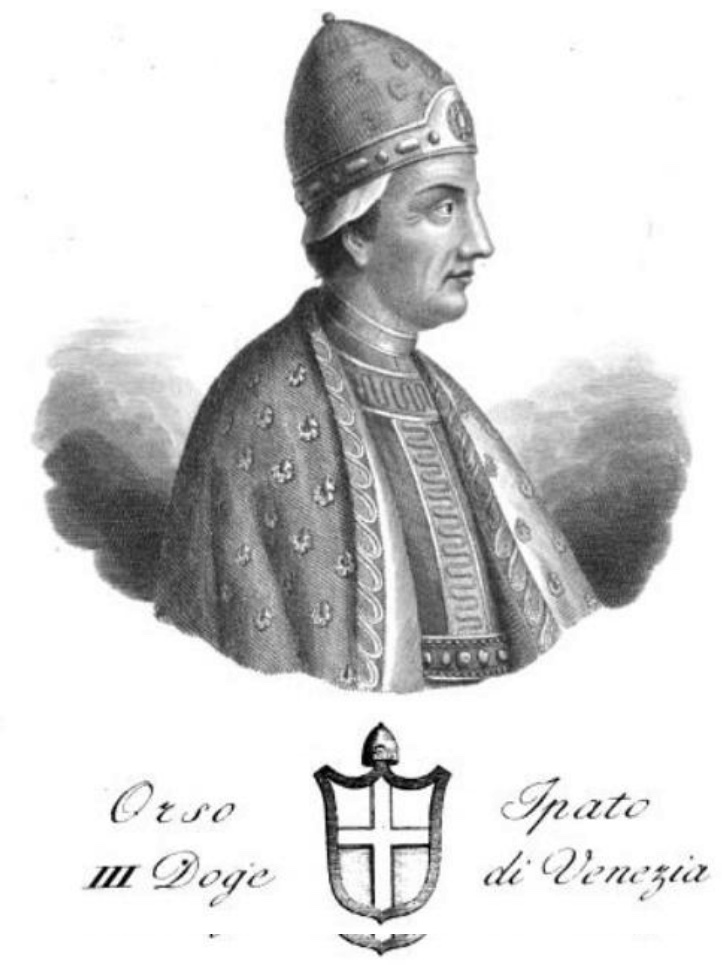
Kupferstich mit einem Phantasieporträt des Dogen, geschaffen vor 1834 von Antonio Nani, der es in seiner Serie dei Dogi di Venezia intagliati in rame da Antonio Nani 1835/36 und 1840 erstmals veröffentlichte

Für den Verfasser eines knappen Heftes, das im Revolutionsjahr 1848 die vierzehn Herrschaftsformen und ihre Protagonisten aufführt, die seit der legendären Gründung Venedigs im Jahr 421 die Geschichte der Stadt bis hin zur ‚Diktatur Manins‘ im Jahr 1848, und bis zum „Decemvirato“ geprägt haben, war ausschließlich der innere Streit („zuffa“) und die mögliche Verbindung mit dem byzantinischen Kaiser bedeutend genug, um erwähnt zu werden. Die Herrschaftsform war für den Anonymus eine „Repubblica democratica“, repräsentiert durch den Dogen und durch ‚Notabeln‘.
Giovanni Luigi Bellomo hielt hingegen den Kampf Orsos um Ravenna in seiner anekdotischen Mittelalterdarstellung für ein breites Publikum, seinen Lezioni di storia del medio evo, für so bedeutend, dass er Eingang in sein 1852 erschienenes Werk fand. Orso war für ihn ‚erfüllt von kriegerischen Geistern‘ („pieno di spiriti marziali“). Den Überraschungsangriff auf Ravenna datierte er souverän ins Jahr 729, auch wusste er, dass die Flotte 80 Schiffe umfasste. Wie seine Vorgänger erwähnt er die Auszeichnung durch den Konsulstitel, den ihm Leo III. übertrug, doch betont er dessen Belohnungscharakter für die Rückgewinnung Ravennas. Auch erwähnt er den Kampf zwischen Eraclea und ‚Equilio oder Giesolo‘; zudem erläutert er in einer Fußnote, dass es sich um „Cavallino“ handelte, das seinerzeit zwischen dem Hafen an der Piave und dem von Tre Porti lag. ‚Aus diesen Gründen‘ hätten die Venezianer, statt einen neuen Dogen einzusetzen, eine neue Magistratur, die „Mastromiliti“ geschaffen.
Samuele Romanin räumte den Vorgängen in großer Detailfreude einen breiten Raum in seinem zehnbändigen Opus  Storia documentata di Venezia ein. Das gewaltige Geschichtswerk hat einen Umfang von etwa 4000 Seiten, und Orso Ipato füllt in Band 1 immerhin die Seiten 109 bis 115. Romanins Ausgangspunkt war jedoch genau das, was die meisten anderen Historiker seiner Zeit nur andeuten, nämlich der Bilderstreit und die Rolle von Kaiser und Papst. So berichtet er von Attentatsversuchen auf den Papst, von der Rolle des in seinen Augen vor allem ruhmsüchtigen Langobardenkönigs, von der Überheblichkeit des Kaisers, um dann innezuhalten und einzuräumen, dass die Überlieferung widersprüchlich, konfus, ‚verworren‘ („imbrogliato“) sei, dass die Historiker zudem ‚mangelhaft‘ und ‚nachlässig‘ gearbeitet hätten, wodurch es sehr schwierig und manchmal gar unmöglich sei, die Vorgänge zu rekonstruieren. So kann Romanin etwa das widersprüchliche Handeln des Papstes, der sich mit den Langobarden verbündete und den Exarchen exkommunizierte, aber dennoch für die Rückeroberung Ravennas warb, der versuchte Leo III. mit Briefen zu überzeugen und gleichzeitig die Langobarden diskreditierte, im Rahmen seiner moralischen Geschichtsschreibung kaum miteinander in Einklang bringen. Er datiert die Eroberung Ravennas in die Zeit von 727 bis Anfang 728, berichtet von den Kämpfen zwischen den Verbündeten und den Gegnern des Kaisers in Ravenna, vom Tod des Exarchen Paulus und dessen Ersetzung durch Eutyches im Jahr 728. Gregor gelang es, nach Romanin, mit bloßen Worten den Exarchen und die Langobarden von der Eroberung Roms abzuhalten. Gegen Ende und beinahe nur am Rande schildert der Verfasser den Streit zwischen den bedeutendsten Lagunenstädten und erwähnt lapidar, dass Orso ‚grausam ermordet‘ wurde („crudelmente assassinato“).
Stärker an historiographische Konventionen gebunden schrieb Francesco Zanotto in seinem Werk Il Palazzo ducale di Venezia von 1861. Für ihn war der Doge „uomo di acuto ingegno e di nobil prosapia“, also ein ‚Mann von scharfem Verstand und aus edler Sippe‘, der sich auf das Kriegshandwerk verstand und der ‚die venezianische Jugend‘ den Umgang mit den Waffen lehrte. Ausgangspunkt der Umwälzungen war auch bei ihm der Bildersturm. König „Luitprando“ habe die Gelegenheit genutzt, um sich zum „signore d'Italia“ aufzuschwingen. Nachdem Ravenna von den Langobarden eingenommen worden war, erschien der Exarch Paulus in der Lagune, „l'unico asilo che gli parve sicure“, ‚dem einzigen Zufluchtsort, der ihm sicher erschien‘ (S. 8). Nach seiner Darstellung verbanden Byzanz und Venedig nur die Interessen der „commercii“, ‚Reichtum und Festung der Republik‘. Der Doge schloss sich, auch wenn Viele angesichts des Vertrages mit dem Langobardenkönig dagegen waren, dem Unternehmen einer Rückeroberung an. Dabei kam, so der Autor, das griechische Feuer zur Anwendung, und mittels einer Brücke aus Schiffen, habe man die Stadtmauer erstürmt, während der Exarch die Landseite angegriffen habe – wieder eine überraschende Detailfreude, wenn auch ohne Beleg. Doch sei er zurückgeschlagen worden, während die Venezianer die Mauern eroberten. Peredeo, der Duca di Vicenza, sei dabei ums Leben gekommen, „cattivo Ildebrando, nipote dello stesso re longobardo“. Die Hilfe bei der Eroberung habe der Republik neue Handelsprivilegien eingetragen, dem Dogen den Titel „Ipato“. Nach seiner Rückkehr setzten sich die Streitigkeiten zwischen Equilio und Eraclea fort und der Doge sei in einer „zuffa“, einem ‚Handgemenge‘ ums Leben gekommen, oder aber, wie andere sagen, in seinem Haus ermordet worden. Einige Historiker, so Zanotto, sahen im Dogen selbst die Ursache für die Streitigkeiten, und in seinem durch den Erfolg von Ravenna verstärkten Hochmut. „Comunque sia“, ‚wie auch immer es sei‘, der Doge sei ‚jämmerlich‘ untergegangen, ‚auch wenn er das Vaterland stark und ruhmreich gemacht hatte‘.
Deutlich prosaischer sah man außerhalb Italiens, wenn man sich überhaupt damit befasste, die Rolle Orsos. Adalbert Müller vermerkte 1869 nur lapidar zum Dogen, den er in die Zeit von 726 bis 737 datiert: „Setzt den Exarchen von Ravenna, welchen Luitprand verjagt hatte, wieder in sein Reich ein. Kommt bei einem Aufruhr ums Leben.“

### Nationalstaat

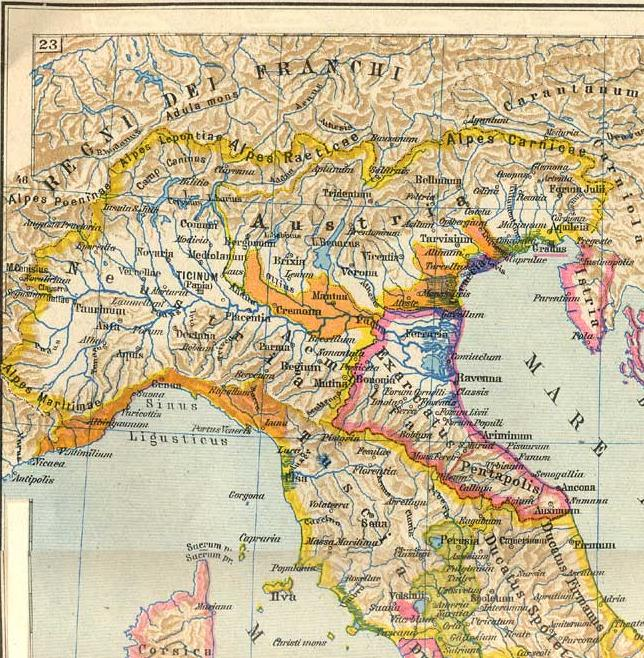
Langobardenreich und byzantinische Gebiete nach einer Karte von 1903

Noch stärker wurde Orso im Rahmen des gerade gegründeten Nationalstaats umgedeutet. So meinte Giuseppe Cappelletti in seinem der Volksbildung gewidmeten Breve corso di storia di Venezia von 1872, der Doge habe Ravenna ‚befreit‘, der geflohene Exarch Paulus sei ‚ehrenvoll‘ in Eraclea aufgenommen worden, und die Volksversammlung habe ihm auf sein Bitten Unterstützung zugesagt. Zum Vorgehen gegen die Langobarden entschloss man sich, da ihre Nähe die venezianische ‚Freiheit‘ und die ‚nationalen Reichtümer‘ („nazionali ricchezze“) bedroht habe. Dazu sei Orso im Schutz der Nacht überraschend mit 80 Schiffen im Morgengrauen aufgetaucht, während der Exarch in Imola war, um von dort mit einem Landheer anzugreifen. Doch die Byzantiner wären beinahe besiegt worden, wäre es den Venezianern nicht gelungen, die Mauern zu überwinden. Bei der zeitlichen Einordnung räumt Cappelletti ein, dass die Rückeroberung irgendwann zwischen 726 und 735 stattgefunden habe. Doch nun hätten Neid und Hass, der zwischen den Inseln der Lagune geherrscht habe, ebenso wie die privaten Animositäten zwischen den tribunizischen Familien, aber auch die Konkurrenz zwischen Eraclea und Equilio zum Bürgerkrieg geführt. Der Autor wusste sogar, dass sich die Gegner im Canale dell'Arco, dem späteren Canale Orfano, zwei Tage und zwei Nächte eine Schlacht lieferten, an der sich zahlreiche andere Inselbewohner beteiligten – eine Annahme, die schon Filiasi, wenn auch weniger detailreich, vertreten hatte. Im Jahr 737 ermordeten die Lagunenbewohner schließlich, da sie keinen Dogen über sich dulden wollten, den um Ruhm und Ehre der Nation so verdienten Orso.
Ähnliches gilt auch für die Storia popolare di Venezia dalle origini sino ai tempi nostri von Gianjacopo Fontana aus dem Jahr 1870. Zunächst bezieht er sich auf den 1751 erschienenen Diedo (Bd. 1, S. 49), der zeigen konnte, dass der Doge „Orleo“ hieß, und dass „Orso“ nur ein ihm beigelegter Name war. Für ihn war der von Kaiser Leo begonnene Bilderstreit ein Sturm („tempesta“), den der Kaiser ausgelöst habe, dem Tausende zum Opfer gefallen seien, die sich in Kämpfen gegen die Entfernung der Heiligenbilder gewehrt hätten. Für ihn führte Orso die Flotte persönlich gegen Ravenna, er war es, der Marineschulen gründete, ja, er versuchte eine Verbindung zu den Bersagli herzustellen, den Scharfschützen. Fontana ist wohl der erste Historiker, der sich Gedanken über mögliche archäologische Quellen gemacht hat. In einem Absatz bezieht er sich auf Filiasi, der bei Arbeiten am neuen Flussbett für den Sile, nämlich in den Valli di Cavallino, große Mengen von Lanzen und Pfeilen gefunden worden seien, sowie Überreste weiterer ‚alter Waffen‘, die vielleicht, wenn sie näher untersucht worden wären, den Kämpfen gegen Ende der Regierungszeit Orsos hätten zugewiesen werden können.
J. Billitzer sah die Rolle Venedigs, wie die meisten nichtvenezianischen Geschichtsschreiber, bescheidener. In seiner 1871 erschienenen Geschichte Venedigs von seiner Gründung bis auf die neueste Zeit geht auch er vom Bilderverbot Leos III. aus. Damit „fachte […] er einen großen Brand fast in ganz Europa an“, verursachte das Bündnis zwischen Papst und Langobardenkönig, die Besetzung von Ravenna und der Pentapolis. Dem Exarchen gelang es mit der „mächtigen Hilfe an Schiffen und Leuten“ der Venezianer, die Stadt zurückzuerobern. Nach Billitzer wurde der Doge gestürzt, da er sich Rechte angemaßt hatte, „die ihm nicht zustanden“. Heraclea wurde angegriffen, „der Doge selbst wurde in einem Aufstande getödtet.“
Auch August Friedrich Gfrörer († 1861) akzeptierte in seiner 1872 posthum erschienenen Geschichte Venedigs von seiner Gründung bis zum Jahre 1084 die Einordnung der Eroberung Ravennas in das Jahr 729, doch waren die Ursachen für ihn ganz andere. Nach ihm habe Liutprand erkannt, dass „er für sich allein nicht stark genug sei, die Griechen zu erdrücken.“ So bot er dem Exarchen die Wiedereinsetzung in Ravenna an, um dann gemeinsame Sache gegen Byzanz zu machen. „Auch mit dem Veneter-Herzog Orso knüpfte Liutprand zu gleichem Zwecke Unterhandlungen an; er stellte demselben vor, daß, wenn Orso ein Bündnis mit Lombardien schließe, keine Macht ihn hindern könne die unabhängige Herrschaft über See-Venetien, frei von jeder griechischen Hoheit, zu erlangen. Beide Eutychius und Orso müssen gewonnen worden sein, und die Befreiung Ravenna's, von welcher Dandolo spricht, war meines Erachtens, viel weniger ein Werk der Waffengewalt, als geheimer Einverständnisse“ (S. 54). Um Leo ins Boot zu holen, versuchte Liutprand den Zug nach Rom zusammen mit dem Exarchen, doch entwickelte der Papst „unter 4 Augen eine solche Ueberlegenheit des Geistes, daß Liutprand sich bewogen fand, auf seinen Plan zu verzichten.“ (S. 55). Dann setzt Gfrörer fort: „Fest steht: Herzog Orso ist als Opfer byzantinischer Rache gefallen. Um unter den schwierigen Zeitläuften seine Hoheit über Venetien sicher zu stellen, schaffte der Basileus am Bosporus, nachdem Orso durch angezettelte Verschwörung beseitigt worden, die bürgerliche Verwaltung der Herzoge ab, und führte eine rein militärische Regierung ein.“ (S. 57). Konsequenterweise galten Gfrörer die Magistri militum, die auf Ursus folgten, als bloße „vom kaiserlichen Hofe zu Constantinopel eingesetzte Kriegsoberste“. Dominicus Leo herrschte demnach bis 738, auf ihn folgte Felix Cornicula, der Deusdedit zurückholte. Andrea Dandolo glaubte, dies sei zur Aussöhnung geschehen, und aus diesem Grunde, und um das Unrecht am Vater wiedergutzumachen, wurde Deusdedit selbst zum Magister erhoben. Wie Gfrörer annimmt auf byzantinische Initiative folgte ihm nun wiederum Jovianus – Indiz ist wiederum der Titel hypatus, den Jovianus trug –, auf den 741 Johannes Fabriciacus, der 742 geblendet wurde, folgte. Deusdedit wurde nun zum Dogen erwählt (S. 59).
Nachdem der posthume Herausgeber Dr. Johann Baptist von Weiß dem Übersetzer ins Italienische, Pietro Pinton, untersagt hatte, die Aussagen Gfrörers in der Übersetzung zu annotieren, erschien Pintons italienische Fassung im Archivio Veneto in den Jahresbänden XII bis XVI. Allerdings hatte Pinton durchgesetzt, dass er eine eigene Darstellung im besagten Archivio Veneto publizieren dürfe, die jedoch erst 1883 erschien. Pinton gelangte in seiner Untersuchung zu gänzlich anderen, weniger spekulativen Ergebnissen, als Gfrörer. Dabei hielt er Gfrörer vor, er komme durch eine falsche Chronologie zu unzutreffenden Schlüssen über die Motivationen der Beteiligten. Dies erweise sich etwa daran, dass er zwar geschrieben habe, dass Andrea Dandolo von Paulus Diaconus abgeschrieben habe, doch danach folge er nur noch dem Werk des Dogen, ohne dass Gfrörer die Unterschiede zwischen den beiden Autoren wahrgenommen habe. Hätte er diesen und die anderen zugehörigen Quellen gelesen, wäre ihm aufgefallen, so Pinton, dass Liutprand um 728 zwar den Hafen von Classis, aber keineswegs Ravenna erobert habe. Der Brief an den Patriarchen von Grado, an Antoninus, sei auch nicht von Gregor II., sondern von Gregor III. als Ersuchen um Hilfe zur Rückeroberung verschickt worden, womit er den Fehler Andrea Dandolos nur wiederhole. Auch habe sich Eutychius alles andere als unterwürfig gegenüber dem Langobarden gezeigt. Orso sei, da die Chronologie Gfrörers im Widerspruch zu den Quellen stehe, nicht durch byzantinische Intrigen, sondern durch einen innervenezianischen Bürgerkrieg gestürzt worden, so, wie es das Chronicon breve Andrea Dandolos beschreibe. Pinton selbst nahm an, dass die Rückeroberung Ravennas erst um 740 stattgefunden habe (S. 40–42).

### Jüngere Forschung
Die Ernüchterung über die wenigen Aussagen, die man über Orsos Regierungszeit treffen konnte, fasste Heinrich Kretschmayr zusammen, einer der besten Kenner der venezianischen Quellen seiner Zeit. Er schrieb 1905 im ersten Band seiner Geschichte von Venedig: „So wenig uns unmittelbar über seine Amtszeit bekannt ist – man hat auch ihn darum zu einem Fabelwesen machen wollen – so lebhaft scheint es während derselben […] zugegangen zu sein.“
Dies gilt bis heute, denn bis in die jüngste Zeit ging die Forschung von einem Aufstand der venezianischen Führungsschicht im Jahr 726/727 aus, die jedoch am Ende nicht mehr länger bereit gewesen sei, sich einem Dux zu unterstellen, der über keine nennenswerte Unterstützung des Exarchen mehr verfügt habe. Dementsprechend könne man die jährlich wechselnden Magistri militum als Ergebnis der wachsenden Ambitionen der in Venedig vorherrschenden Gruppen deuten, die Wiederherstellung des Dogats hingegen als Zugewinn der byzantinischen Zentralmacht zu Lasten der lokalen Führungsschicht. So argumentierte 1964 etwa Agostino Pertusi.
Da jedoch Deusdedit als Exponent von Malamocco und nicht mehr der alten Zentrale Heraclea zu gelten habe, so wurde im Gegensatz dazu angenommen, habe sich einfach die Gruppe der in Malamocco herrschenden Familien gegen die von Heraclea durchgesetzt. Dementsprechend sei mit dem Mord an Ursus im Gegenteil zunächst die byzantinische Zentralgewalt in Form der Magistri militum zurückgekehrt, gegen die sich dann Malamocco wehrte, wie Gherardo Ortalli argumentierte. Der Beilegung des Beinamens oder Titels des Iubianus als Hypatus könne daher eine Nähe zur byzantinischen Macht zugrunde liegen. Unklar ist dabei, ob die besagten Magistri zwischen Ursus und Deusdedit venezianische Wurzeln hatten. So bleibt bis heute die Frage offen, auf welcher Seite Ursus zu sehen ist, auf der byzantinischen oder der „autonomistischen“.

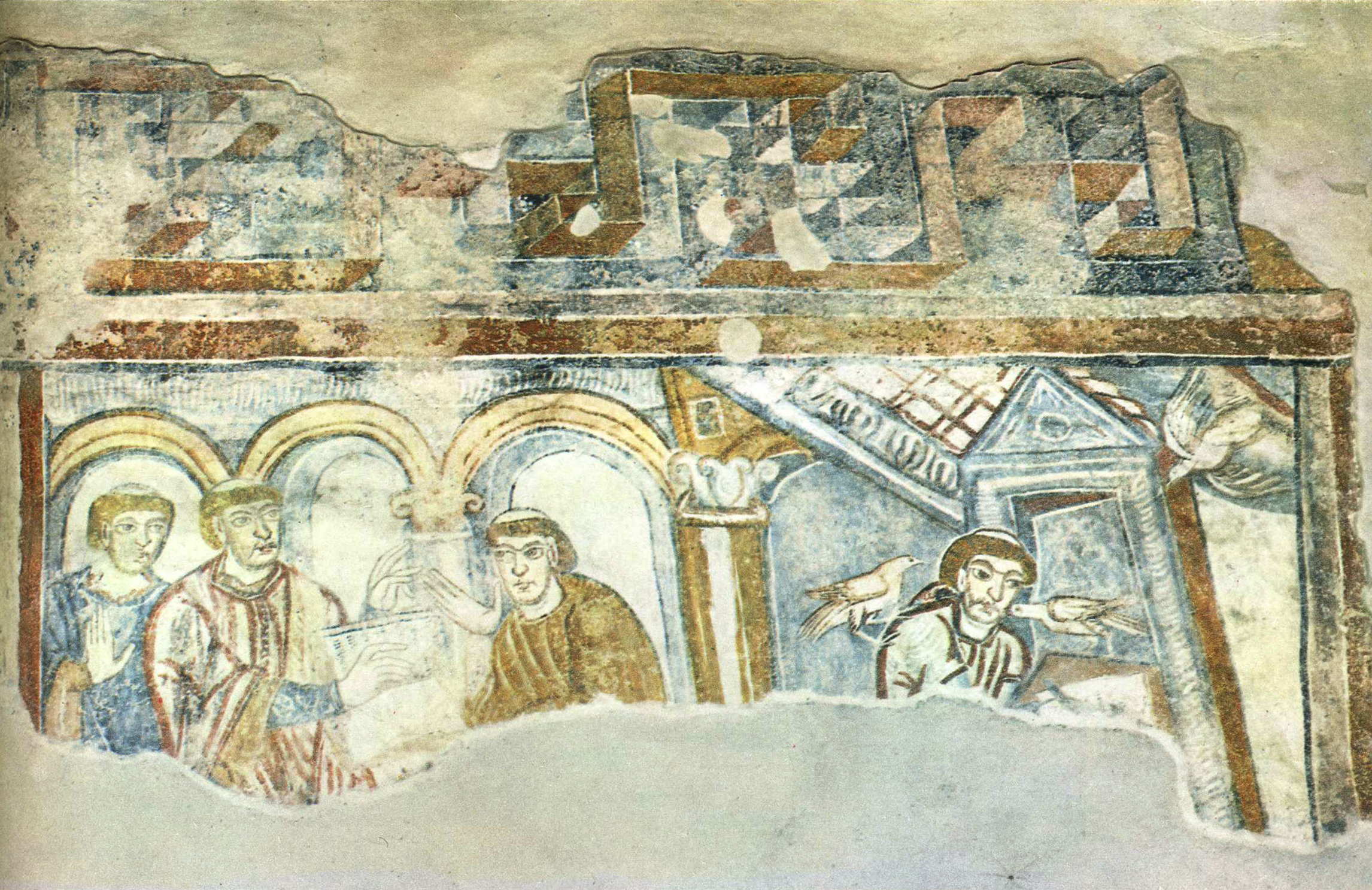
Paulus Diaconus im Gespräch mit Papst Gregor, dessen Vita er verfasste (karolingisches Fresko in der St.-Benediktskirche im Südtiroler Mals, um 825)

### Neudatierung des Kampfes um Ravenna (vor 735 oder 739/740)
Die angedeutete Konfusion hinsichtlich der Datierung der Kämpfe um Ravenna fand Eingang in die moderne Geschichtsschreibung, und zwar wegen eines einzigen Wortes in der Beschreibung der Vorgänge durch Paulus Diaconus, nämlich der Bezeichnung des langobardischen Königssohnes im Zusammenhang mit dem Kampf um Ravenna als regis nepus. Dies konstatierte 2005 Constantin Zuckerman. Ludo Moritz Hartmann habe nämlich die Ansicht vertreten, dass der Sohn des Langobardenkönigs, Hildeprand, kaum als nepus angesprochen worden wäre, wäre er zur Zeit des Kampfes um Ravenna bereits König gewesen. Da sich aus langobardischen Quellen erschließen lässt, dass Hildeprand im Sommer 735 König wurde, musste, immer nach Hartmann, Ravenna vor der Krönung, also vor 735, erobert worden sein. Alle Berichte von der ersten Eroberung Ravennas durch die Langobarden – 750/51 erfolgte eine zweite – gehen letztlich auf die kargen Angaben im Geschichtswerk des langobardischen Geschichtsschreibers Paulus Diaconus zurück. Damit aber hängt auch die Schilderung des Andrea Dandolo von Paulus ab. Letzterer platzierte die Krönung Liutprands in die Zeit, als die Krönungsbetreiber glaubten, König Hildeprand (der aber von seiner Erkrankung genas und erst 744 starb) liege im Sterben (VI, 55). Paulus Diaconus aber räumte dem Neugekrönten keinen großen Anteil an der königlichen Macht ein, kontrastierte zudem im Zusammenhang mit dem Verlust Ravennas dessen Gefangennahme mit dem mannhaften (‚viriliter‘) Tod eines anderen Verteidigers der Stadt, des Vicentiners Peredeo. Folgt man dieser Logik, so kann aus der Bezeichnung als bloßer nepus keinerlei chronologische Schlussfolgerung mehr gezogen werden. Ottorino Bertolini, der die besagte chronikalische Abhängigkeit von Paulus verdeutlichte, hielt dennoch gleichfalls an der Nepos-Chronologie fest und konnte auf diese Weise sogar eine zeitliche Nähe zur Entsendung einer Flotte Leos III. gegen die italienischen Aufständischen konstruieren, von der wiederum Theophanes berichtet. Bertolini mutmaßte, dieser Flotteneinsatz, dessen genaues Ziel nicht bekannt ist, habe sich gegen die Langobarden gerichtet.
Thomas Hodgkin führte als Argument zugunsten der Datierung des Kampfes um Ravenna in die späten 730er Jahre die Positionierung im Textverlauf des Paulus Diaconus an (VI, 54). Sie folgt auf das Hilfeersuchen des Papstes an den fränkischen Hausmeier Karl Martell, das sich auf 739 datieren lässt. Hinzu komme die Datierung durch Johannes Diaconus in die Zeit um 740. Tatsächlich kommt, wenn man die traditionelle venezianische Chronologie in Zweifel zieht, doch ein Argument für diese zeitliche Platzierung durch den zweiten Brief Papst Gregors III. an Karl Martell zum Tragen. Beide Briefe des Papstes an den fränkischen Hausmeier finden sich im Codex epistolaris Carolinus, allerdings ohne Datum. Der erste Brief lässt sich in den Sommer des Jahres 739 datieren, so dass man üblicherweise eine Datierung des besagten zweiten Briefes in die Zeit um die Jahreswende 739 auf 740 annimmt. Im zweiten Brief klagt der Papst über den Verlust des Wenigen, das noch übrig sei in Ravenna, um die Armen in Rom zu versorgen, und für die Kirchenbeleuchtung im Ravennatischen („id, quod modicum remanserat preterito anno pro subsidio et alimento pauperum Christi seu luminariorum con-cinnatione in partibus Ravennacium“). Dies alles sei, mit Bezug auf das Vorjahr, nun durch ‚Schwert und Feuer zerstört worden‘ („nunc gladio et igni cuncta consumi“), nämlich durch die langobardischen Könige Liutprand und Hildeprand. Die Bezugnahme auf das vorhergehende Jahr platziert den Brief kurz nach dem 1. September 739. Da es keinen Hinweis darauf gibt, dass die Langobarden Ravenna in diesen Jahren zweimal erobert haben, muss entsprechend dieser zeitnahen Quelle die besagte Eroberung Ravennas in den Herbst 739 fallen. Damit ist der Brief des Papstes an Antoninus von Grado, in dem er die Venezianer um Hilfe ersucht, gleichzeitig mit dem zweiten Brief an Karl Martell entstanden.
Gegen die frühere Datierung spricht zudem, dass es für Gregor III. keinen Grund gab, sich gegen die seinerzeit verbündeten Langobarden so erzürnt auszusprechen, die seinen Vorgänger ja gerade vor einem Angriff durch Handlanger des byzantinischen Kaisers wenige Jahre zuvor gerettet hatten. Außerdem drückt Gregor in seinem Brief eine starke Loyalitätsbekundung gegenüber den Kaisern aus, was in der zerfahrenen Situation um 732 äußerst unwahrscheinlich gewesen wäre („ut zelo et amore sancte fidei nostre in statu rei publice et imperiali servicio firmi persistere“). Zu jener Zeit mied der Papst sogar die Datierung nach kaiserlichen Regierungsjahren, und seine Gesandten saßen in byzantinischer Haft. Doch auch noch Anfang 739 wäre eine solche Formulierung überraschend, wenn man, dem Chronicon Moissiacense folgend, annimmt, dass die päpstlichen Gesandten Karl Martell um Hilfe ersuchten „relicto imperatore Graecorum et dominatione, ad praedicti principis defensionem et invictam eius clementiam convertere cum voluissent“, als man sich also vom griechischen Kaiser und dessen Herrschaft gelöst hatte. Die Ablehnung der Bitte durch den Franken dürfte den Papst dazu gezwungen haben, nach einer Möglichkeit zur Beendigung der offenen Rebellion gegen den Kaiser, die ihren Anfang in den späten 720er Jahren genommen hatte, zu suchen. Darauf deutet auch hin, dass der Papst in einem Brief an Bonifatius vom 29. Oktober 739 nach langen Jahren die kaiserliche Datierungsformel wieder aufnahm. Diese loyalere Linie gegenüber dem Kaiser verfolgte auch Gregors Nachfolger trotz des weiterschwelenden Streites um die Bilderverehrung. Der offene Konflikt mit dem Kaiser endete also im Verlauf des Jahres 739, in jenem Jahr also, in dem auch die Rückeroberung Ravennas gelang. Die Hoffnung auf byzantinische Hilfe war hingegen längst zerstoben. Dies zeigt bereits ein Brief Gregors II. von 731 an Kaiser Leo III., in dem er ihm schreibt, „er habe keine Hoffnung mehr darauf, von diesem Hilfe zu erhalten, ‚weil du uns überhaupt nicht verteidigen kannst!‘.“
Eine spätere Datierung des Kampfes um Ravenna in das Jahr 740 hatte schon Pietro Pinton 1883 (s. o.) und erneut 1893 vorgeschlagen. Er sah die Abfolge der Ereignisse im Werk des Paulus Diaconus als korrekt an. Übernommen wurde die spätere Datierung – auch schon von Heinrich Kretschmayr 1905 – 1963 von Roberto Cessi, 1991 von Jadran Ferluga und 1997 von Pierandrea Moro. Constantin Zuckerman kam 2005 zu dem Ergebnis, dass die Eroberung durch die Venezianer im Herbst 739 stattgefunden haben müsse.
Abgeschlossen ist die Diskussion damit keineswegs. So setzte Andrea Galletti 2021 wieder, im Vertrauen auf die Unumstößlichkeit des Arguments Hartmanns – zugleich eine weitere Manipulation des Dogen und Geschichtsschreibers Andrea Dandolo nahelegend – auf die Jahre 731 bis 735 als Zeitpunkt der venezianischen Rückeroberung Ravennas. Zum Zeitpunkt des Friedens von Terni, den Liutprand und Papst Zacharias im Jahr 742 schlossen, wurden jedenfalls vier gefangene Ravennater Senatoren von den Langobarden zurückgegeben, deren Namen der Liber Pontificalis sogar nennt (Liber pontificalis, I, S. 428).
Die Annahme, dass die Rückeroberung Ravennas erst später stattgefunden habe, eben nicht unter Orso Ipato, sondern unter einem der Magistri militum, nämlich unter Julianus Hypathus, nennt bereits die Cronaca di Venezia aus der Feder des Patriarchen Giovanni Tiepolo († 1631).

### Biographisches
Abschnitte über Ursus bieten vor allem:
- Gerhard Rösch: Deodato, in: Dizionario Biografico degli Italiani, Bd. 39, 1991, S. 1 f.
- Gherardo Ortalli: Deusdedit, in: Dizionario Biografico degli Italiani, Bd. 39, Treccani, 1991, S. 502–504.
- Órso. In: Enciclopedia on line. Istituto della Enciclopedia Italiana, Rom.
- Andrea Galletti: Osservazioni sulla tradizione della lettera di un papa Gregorio al duca delle Venezie e al patriarca di Grado (prima metà del secolo VIII), in: Reti Medievali Rivista 22 (2021) 415–428 (online).
- Andrea Da Mosto: I dogi di Venezia con particolare riguardo alle loro tombe, Ferdinando Ongania, Venedig [1939], S. 33 f. („Orso“, nennt noch, wenn auch bereits skeptisch, die angeblichen Nachfahren dieses Dogen, nämlich die Dandolo und Bragadin, aber auch die Orseolo; zudem nennt er die seinerzeit aktuellen Forschungen Roberto Cessis) (Digitalisat, PDF); neu aufgelegt unter dem Titel I Dogi di Venezia, Florenz 1983, zuletzt 2003.

### Zu den Briefen Papst Gregors
Die meisten Argumente wurden zwischen 1880 und 1893 entwickelt, seither ist allerdings deutlicher geworden, in welchem Ausmaß Andrea Dandolo die Quellen, darunter den angeblichen Brief nicht nur an den Patriarchen, sondern auch an den Dogen, zugunsten seiner Kontinuitätsvorstellung vom Dogat manipuliert hat (zusammenfassend: Gallina). Zudem wurde klar, dass Johannes Diaconus für die Zeit vor 764 keine wesentlich zeitnähere Quelle darstellt, da der besagte Anonymus, der Johannes‘ Werk kopiert hatte, ihm für diese Zeit eine eigene Darstellung voranstellte. Damit entstand auch diese Darstellung erst im 13. Jahrhundert, nicht um 1000.
- Wilhelm Martens: Politische Geschichte des Langobardenreichs unter König Liutprand (712–744), J. Hörning, Heidelberg 1880, S. 66–71 (Excurs: Wurde Ravenna schon von König Liutprand eingenommen?).
- Carlo Cipolla: Alcune aggiunte e una postilla alla Bibliografia Storica della Venezia al tempo dei Longobardi, in: Archivio Veneto XX (1880) 166–171. (online)
- Charles Diehl: Études sur l'administration byzantine dans l'exarchat de Ravenne (568–751), in: Bibliothèque des Écoles françaises d'Athènes et de Rome 53 (1888), S. 377 f., Anm. 5. (online)
- Pietro Pinton: Veneziani e Longobardi a Ravenna, in: Archivio Veneto XXXVIII (1889) 369–384, hier: S. 374 f. (Digitalisat)
- Giovanni Monticolo: I manoscritti e le fonti della cronaca del diacono Giovanni, in: Bullettino dell'Istituto storico italiano 9 (1890) 37–328, hier: S. 187 f., 195–199.
- Giovanni Monticolo: Le spedizioni di Liutprando nell'Esarcato e la lettera di Gregorio III al doge Orzo, Forzani, Rom 1892, S. 346–349.[82]
- Andrea Galletti: Osservazioni sulla tradizione della lettera di un papa Gregorio al duca delle Venezie e al patriarca di Grado (prima metà del secolo VIII), in: Reti Medievali Rivista 22 (2021) (academia.edu)